# Louis Janmot
Anne-François-Louis Janmot (Lyon, Francia, 21 de mayo de 1814 - íd. 1 de junio de 1892) fue un pintor y poeta francés, adscrito a la Escuela de Lyon.

## Biografía
Louis Janmot, nacido en Lyon el 21 de mayo de 1814, perteneció a una familia católica de profundas convicciones religiosas. Marcado grandemente por la muerte de su hermano (1823) y de su hermana (1829), fue alumno del Colegio Real de Lyon, donde conoció a Frédéric Ozanam y otros discípulos de su profesor de filosofía, el abad Noirot. En 1831 fue admitido en la Escuela de Bellas Artes de Lyon y un año más tarde obtuvo la más elevada distinción, el Laurel de oro. En 1833 fue a París para seguir cursos de pintura con Orsel e Ingres. Con otros lyoneses, entró en la Sociedad de San Vicente de Paúl. En 1835 viajó por Italia en compañía de Claudius Lavergne, Jean-Baptiste Frénet y otros estudiantes y conoció a Hippolyte Flandrin.
A su regreso a Lyon en 1836, Janmot atrajo la atención del Salón de París, realizando pinturas de gran formato y de inspiración religiosa como La Resurrección de los hijos de la viuda de Naïm (1839), El Cristo en el Jardín de los Olivos (1840), o La cena (1845) pintada para el hospital de Antiquaille. En 1845 atrajo el interés del poeta y crítico Charles Baudelaire por su cuadro Flor de los campos, lo que le permitió acceder al Salón de 1846. Théophile Gautier quedó impresionado por su Retrato de Lacordaire (1846). Sin embargo, con la serie El Poema del alma, con ocasión de la Exposición Universal de 1855, no tuvo tanto éxito. En diciembre de este mismo año se casó con Léonie de Saint-Paulet, de una familia noble de Carpentras.
En 1856 Janmot obtuvo el encargo de un fresco, ya desaparecido, que representaba la Santa Cena para la iglesia de San Policarpo. Otros encargos siguieron, sobre todo para la decoración de la cúpula de la iglesia San Francisco de Sales y para el Ayuntamiento, que acababa de ser renovado por su amigo, el arquitecto T. Desjardins. Más tarde, fue nombrado profesor a la Escuela de Bellas Artes de Lyon.

### París y Tolón
Ante la sorpresa general, Janmot se instaló de nuevo en París en 1861, tras haber recibido la promesa de un encargo para la iglesia de San Augustín, proyecto que fue abandonado, sin embargo, tres años más tarde. Acosado por los problemas financieros, Janmot aceptó una plaza de profesor en la Escuela de los Dominicos de Arcueil. Realizó a esta época en su propiedad de Bagneux numerosos retratos de miembros de su familia en grandes frescos, aunque solo subsisten las fotografías.
A consecuencia del nacimiento de su séptimo hijo, en agosto de 1870, murió su esposa en Bagneux. Mientras las tropas prusianas se acercaban a Francia, Janmot se fugó a Argel en compañía de su suegro y sus hijos. Allí realizó un buen número de cuadros de paisajes. Volvió a París en junio del año siguiente y llevó una vida solitaria. Su casa en Bagneux había sido saqueada. En 1878 realizó un fresco en la capilla de las Franciscanas de Tierra Santa. Enfrentándose a dificultades familiares y financieras crecientes, Janmot marchó a Tolón, a pesar de algunos encargos, como el nuevo Retrato de Lacordaire (1878, palacio de Versalles), Rosario (Saint-Germain-en-Laye, 1880) o el Martirio de santa Christine (Solliès-Pont, 1882). Terminó la segunda parte del Poema del alma, que un antiguo industrial y mecenas, Félix Thiollier, se había comprometido a publicar. 
En 1885, Janmot se casó con una antigua alumna, Antoinette Currat, y volvió a establecerse en Lyon. Realizó dibujos sobre el tema del más allá que pueden ser considerados como la continuación del Poema del alma, entre ellos, El Purgatorio (1885) o El final de los tiempos (1888). En 1887 fue publicado en Lyon y París una obra con más de 500 páginas titulada Opinión de un artista sobre el arte, una colección de artículos precedentes redactados por Janmot. Murió cinco años más tarde, a la edad de 78 años.

## Estética

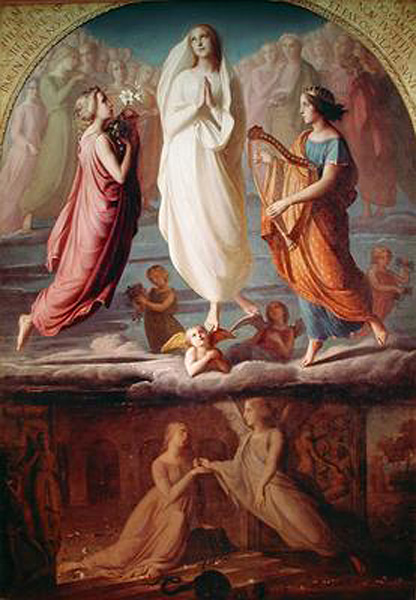
La Asunción de la Virgen (1845), museo de arte moderno de Saint-Étienne.

Como Hippolyte Flandrin, otra pintora de la escuela lyonesa y alumna de Ingrès, Janmot realiza un gran número de encargos para la decoración de iglesias. En su pintura, el dibujo y el acabado de Ingrès se combinan con un misticismo cuyo paralelo remite a la obra de sus contemporáneos del movimiento nazareno o a los prerrafaelistas.
Janmot está considerado como un artista de transición entre el romanticismo, el simbolismo y el prerrafaelismo. Su obra fue admirada por Puvis de Chavannes, el bordelés Odilon Redon o Maurice Denis.

## Obras
Podemos encontrar gran parte de su obra en el Museo de Bellas Artes de Lyon. Su obra maestra es El Poema del alma, conjunto formado por 18 cuadros y 16 dibujos que le ocupó durante más de cuarenta años, entre 1835 y 1880. Un largo poema compuesto por Janmot le sirve de argumento a los cuadros.

### El Poema del alma
Esta serie de 34 cuadros es la obra la más conocida de Janmot. Escribió a tal efecto un poema cíclico cuya primera parte fue publicada en 1854 en Lyon por el editor Vingtrinier. En la edición de 1881 en Saint-Étienne, Janmot enriquece el poema con una segunda parte y corrige en parte la primera, añadiendo algunas estrofas nuevas.
El obra pictórica comprende 18 pinturas y 16 dibujos (Museo de Bellas Artes de Lyon) :
| Primera parte : las pinturas | Primera parte : las pinturas | Segunda parte : los dibujos | Segunda parte : los dibujos          |
| 1.                           | Generación divina            | 19.                         | Soledad                              |
| 2.                           | El Pasaje de las almas       | 20.                         | El Infinito                          |
| 3.                           | El Ángel y la madre          | 21.                         | Sueño de fuego                       |
| 4.                           | La Primavera                 | 22.                         | Amur                                 |
| 5.                           | Recordar del cielo           | 23.                         | Adiós                                |
| 6.                           | El Tejado paterno            | 24.                         | La Duda                              |
| 7.                           | El mal Sendero               | 25.                         | El Espíritu del Daño                 |
| 8.                           | Pesadilla                    | 26.                         | La Orgía                             |
| 9.                           | El Grano de trigo            | 27.                         | Sin Dios                             |
| 10.                          | Primera Communion            | 28.                         | El Fantasma                          |
| 11.                          | Virginitas                   | 29.                         | Caída fatal                          |
| 12.                          | La Escalera de oro           | 30.                         | El Suplicio de Mézence               |
| 13.                          | Rayos de sol                 | 31.                         | Las Generaciones del Daño            |
| 14.                          | Sobre la Montaña             | 32.                         | Intercession maternal                |
| 15.                          | Una Tarde                    | 33.                         | La Délivrance, o visión del porvenir |
| 16.                          | El Vuelo del alma            | 34.                         | Sursum Torció                        |
| 17.                          | El Ideal                     |                             |                                      |
| 18.                          | Realidad                     |                             |                                      |

Poème de l'âme, primer ciclo, Museo de Bellas Artes de Lyon
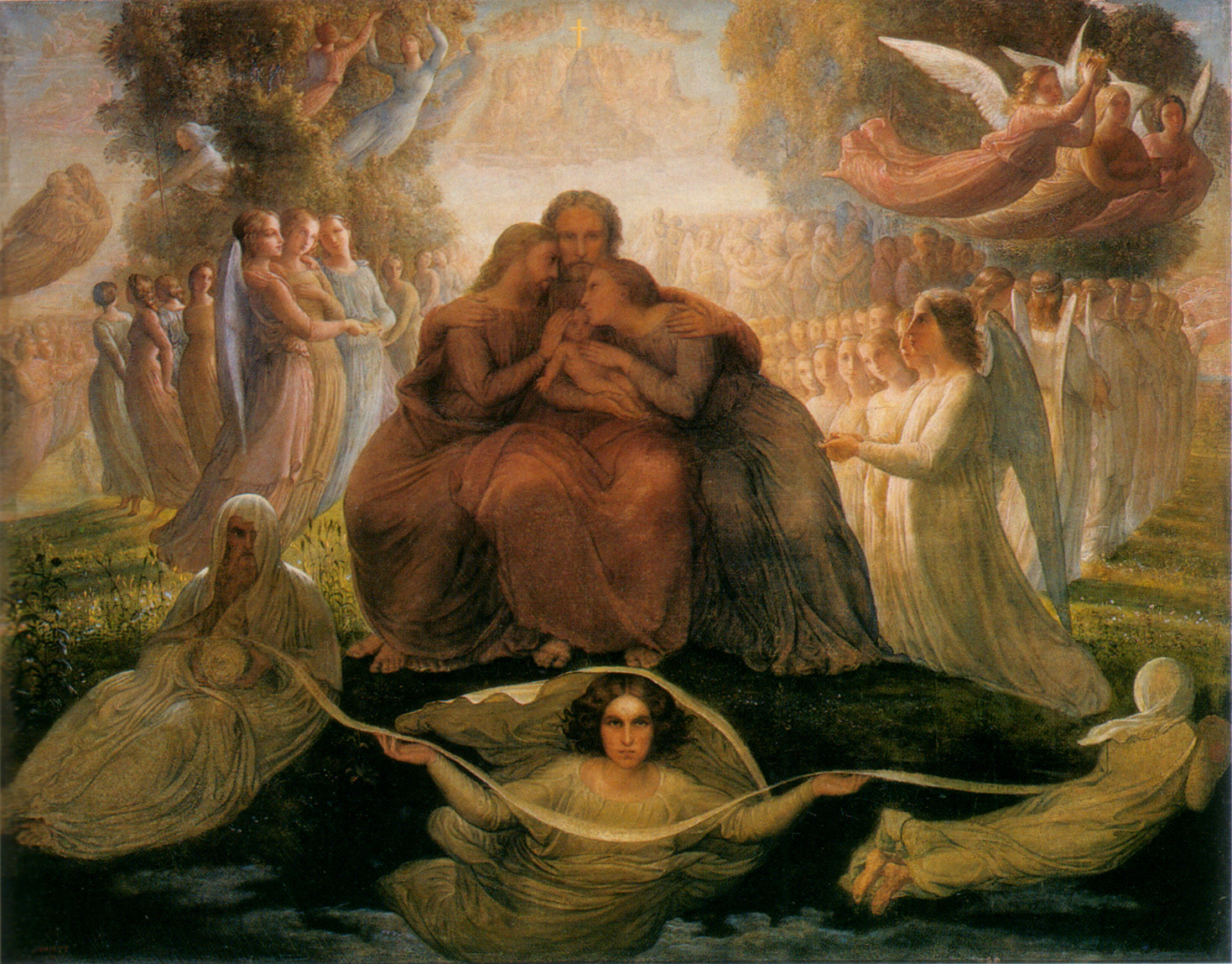
1. Generación divina
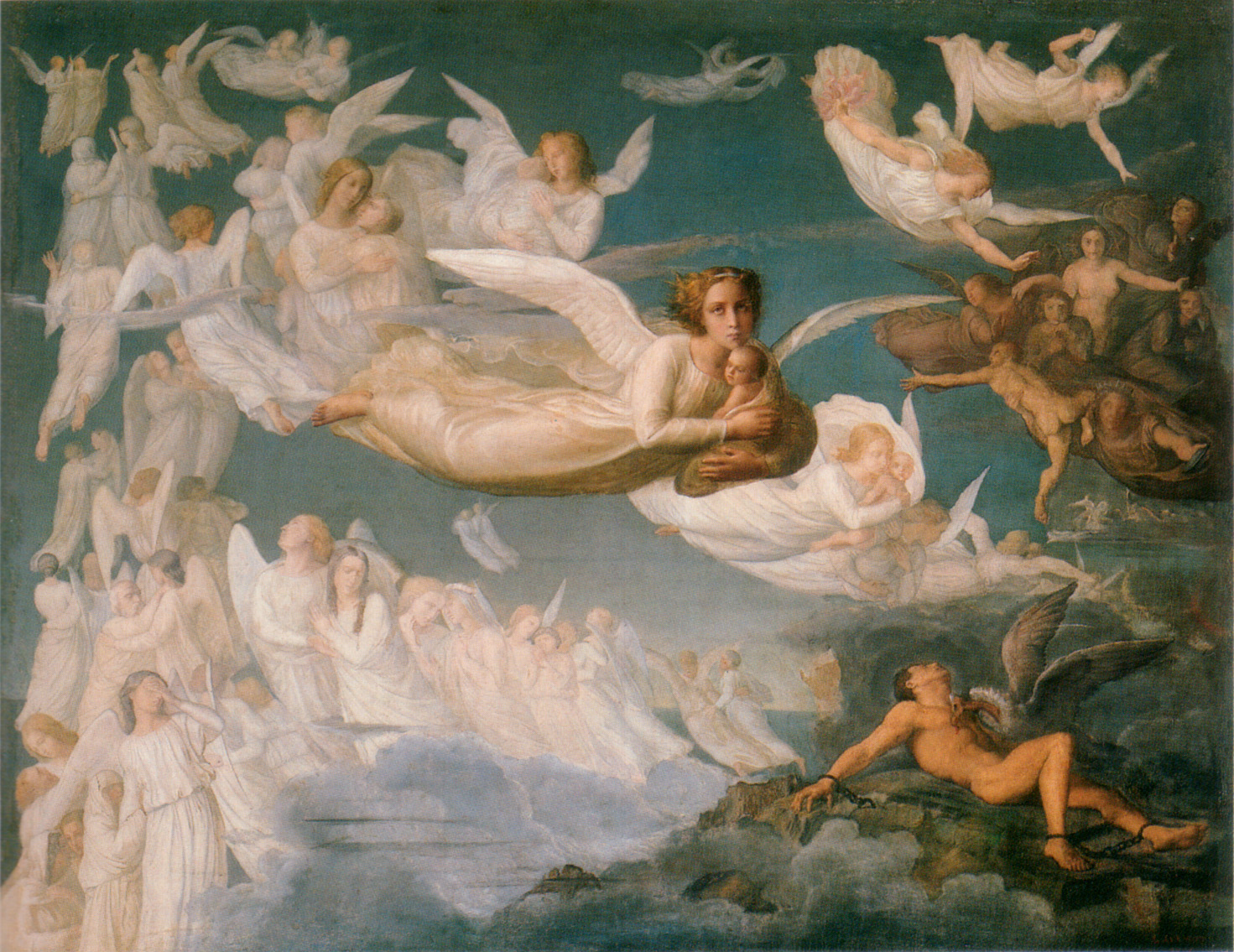
2. El Pasaje de las almas
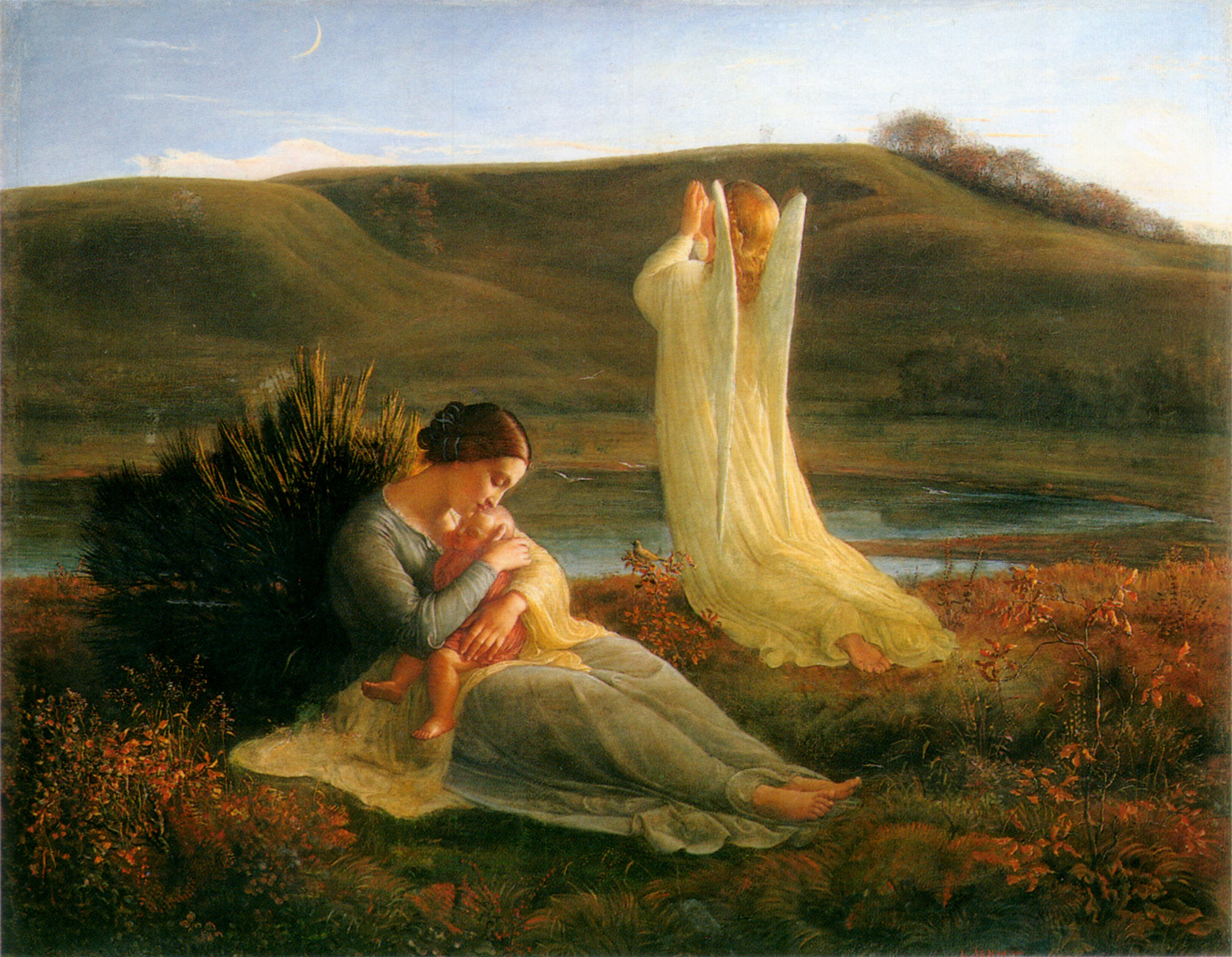
3. El Ángel y la madre
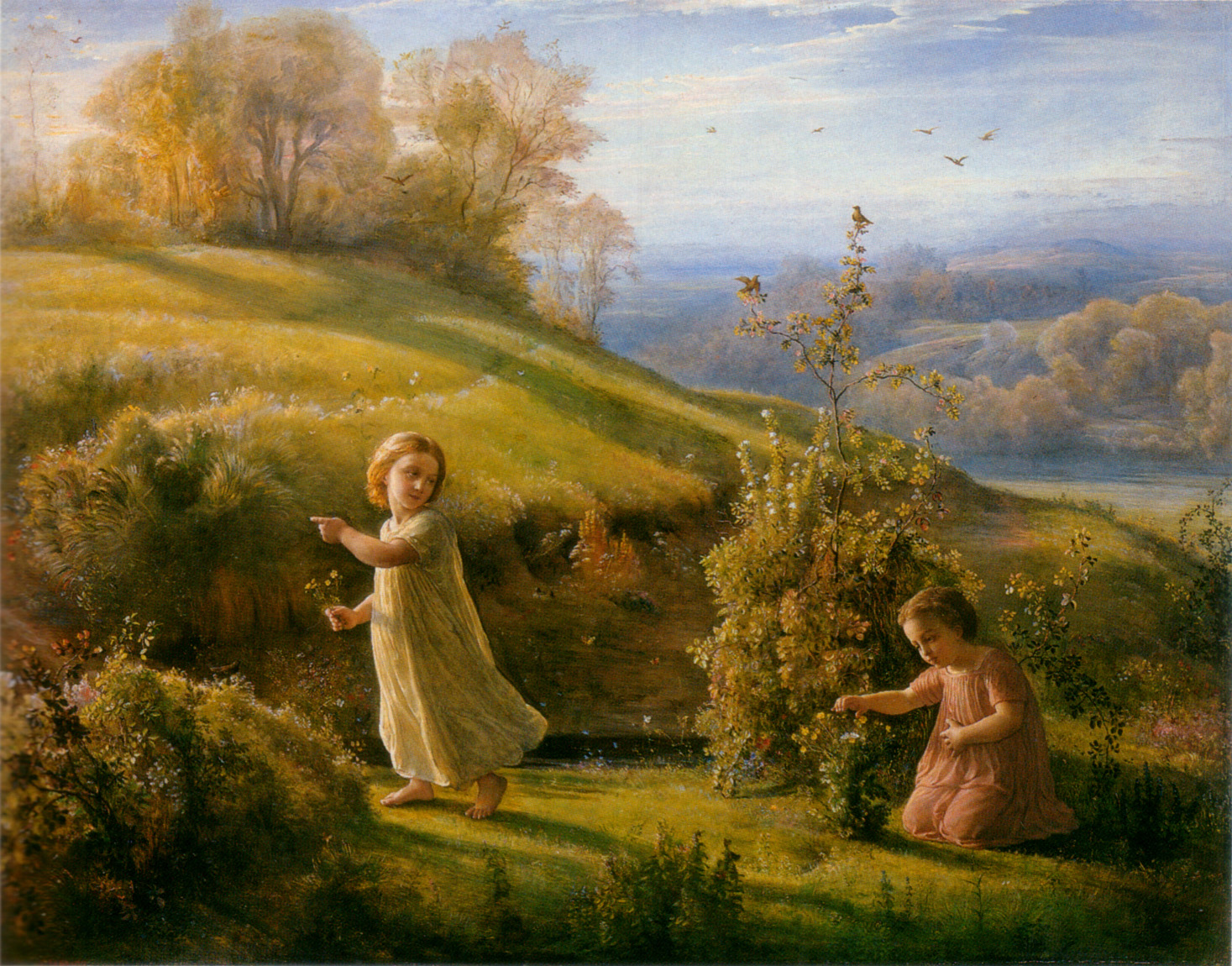
4. La Primavera
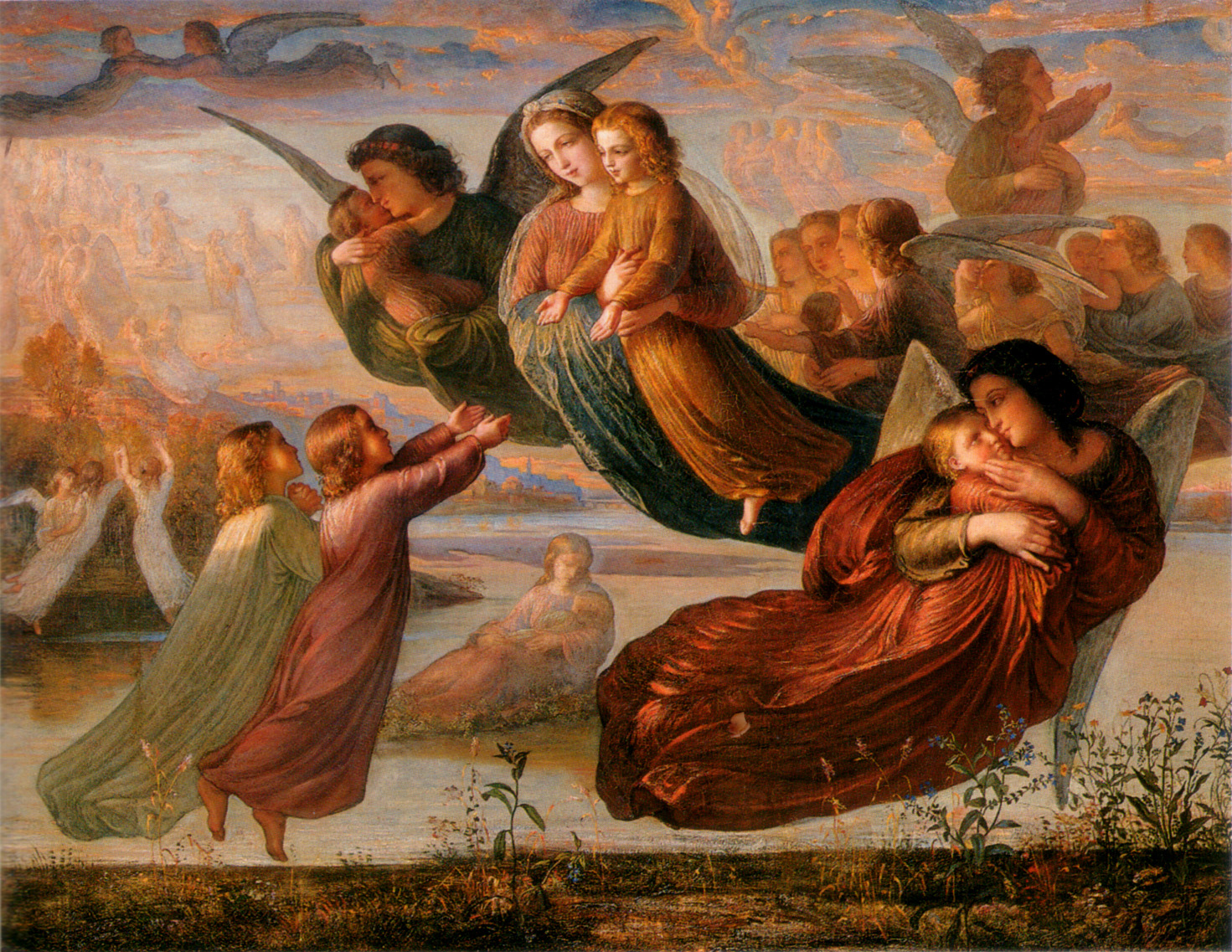
5. Recordar del cielo
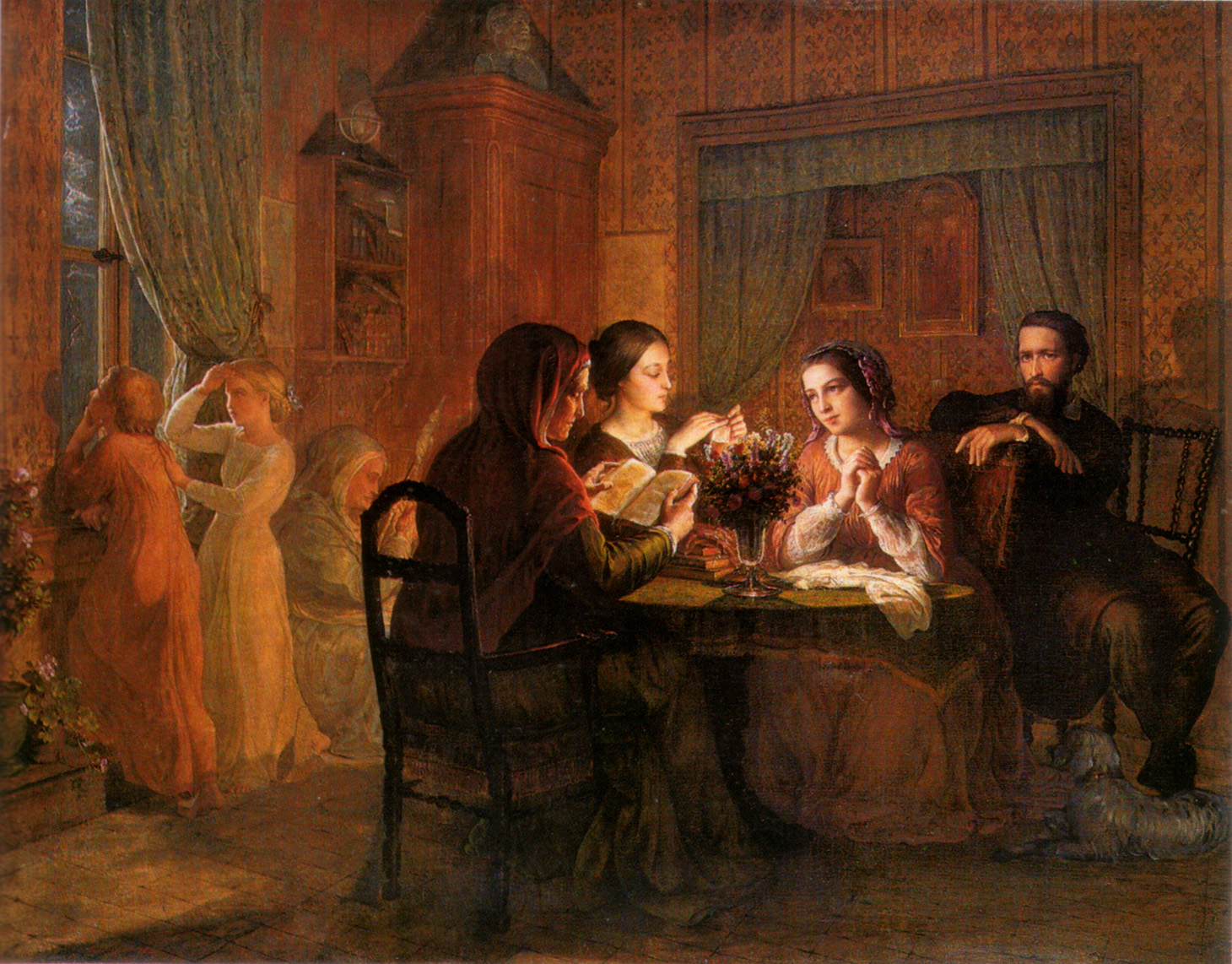
6. El Tejado paterno
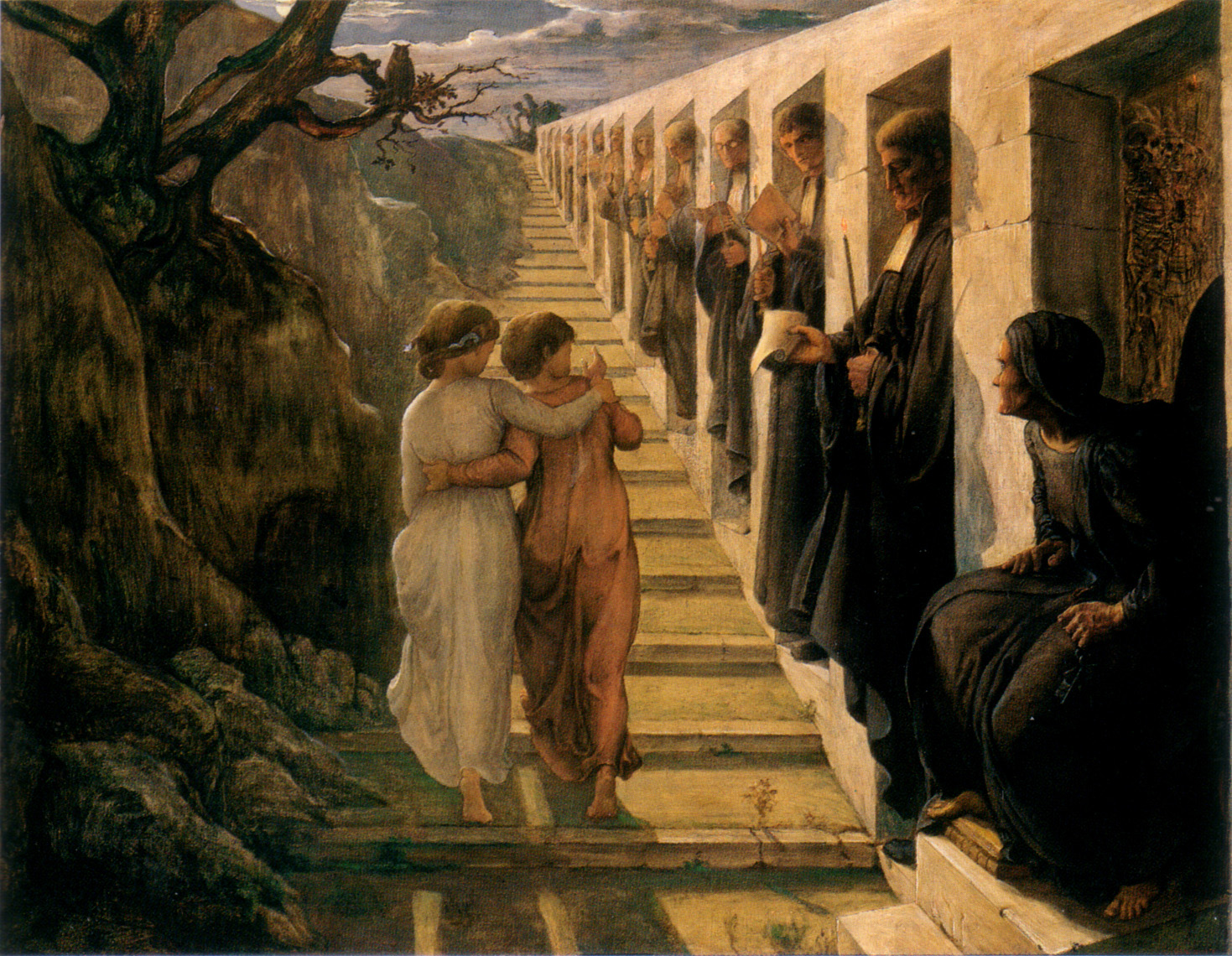
7. El mal Sendero
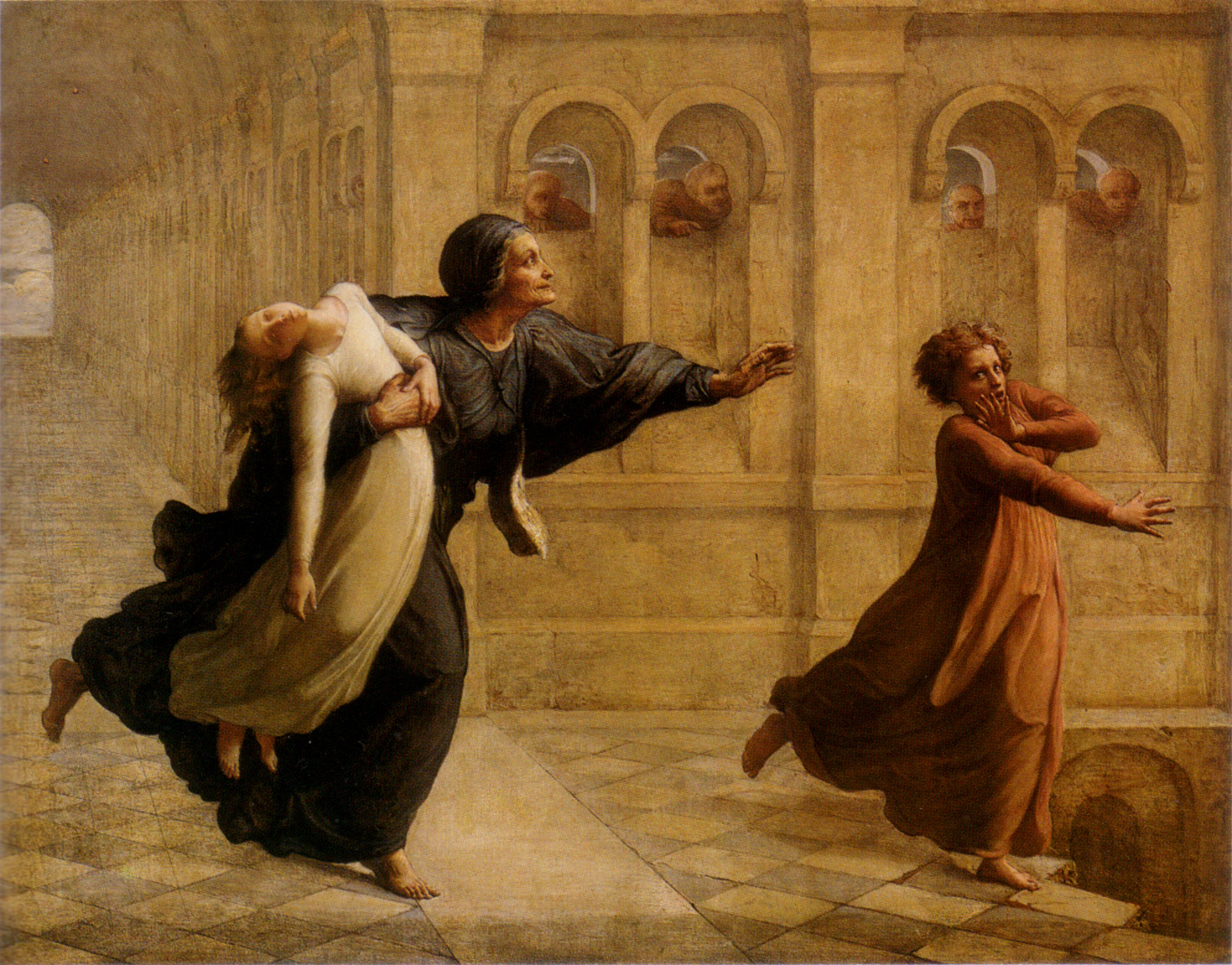
8. Pesadilla
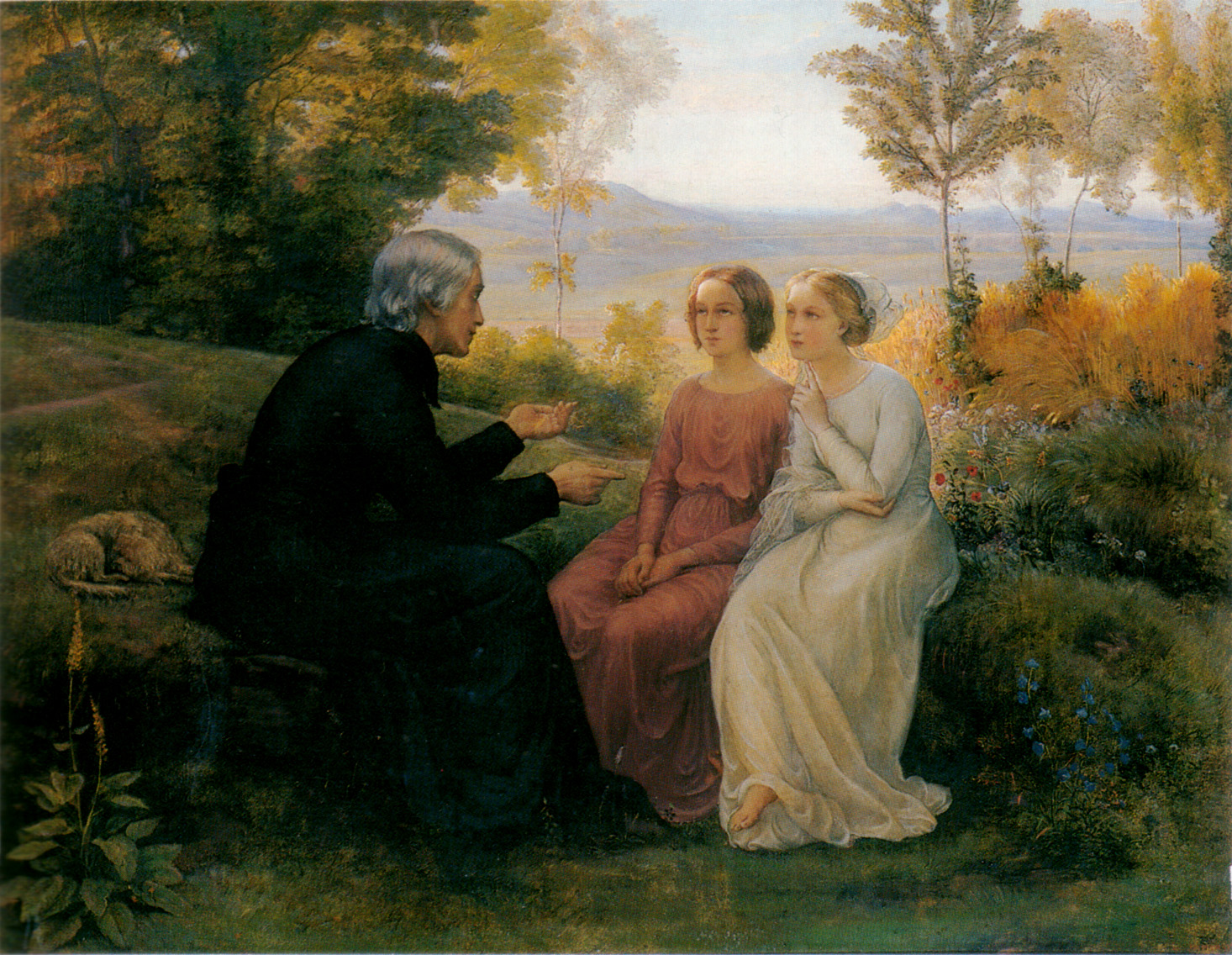
9. El Grano de trigo
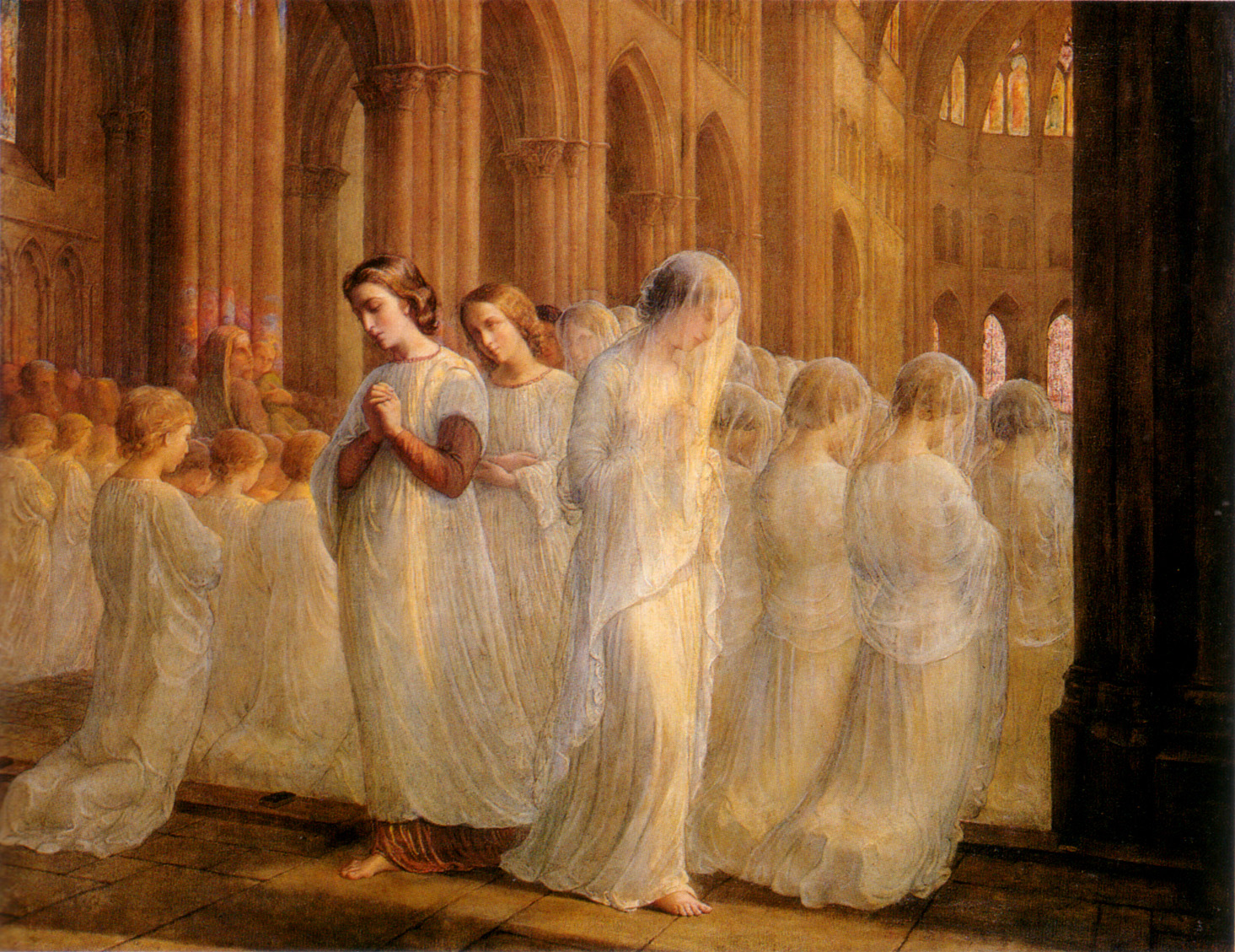
10. Primera Communion
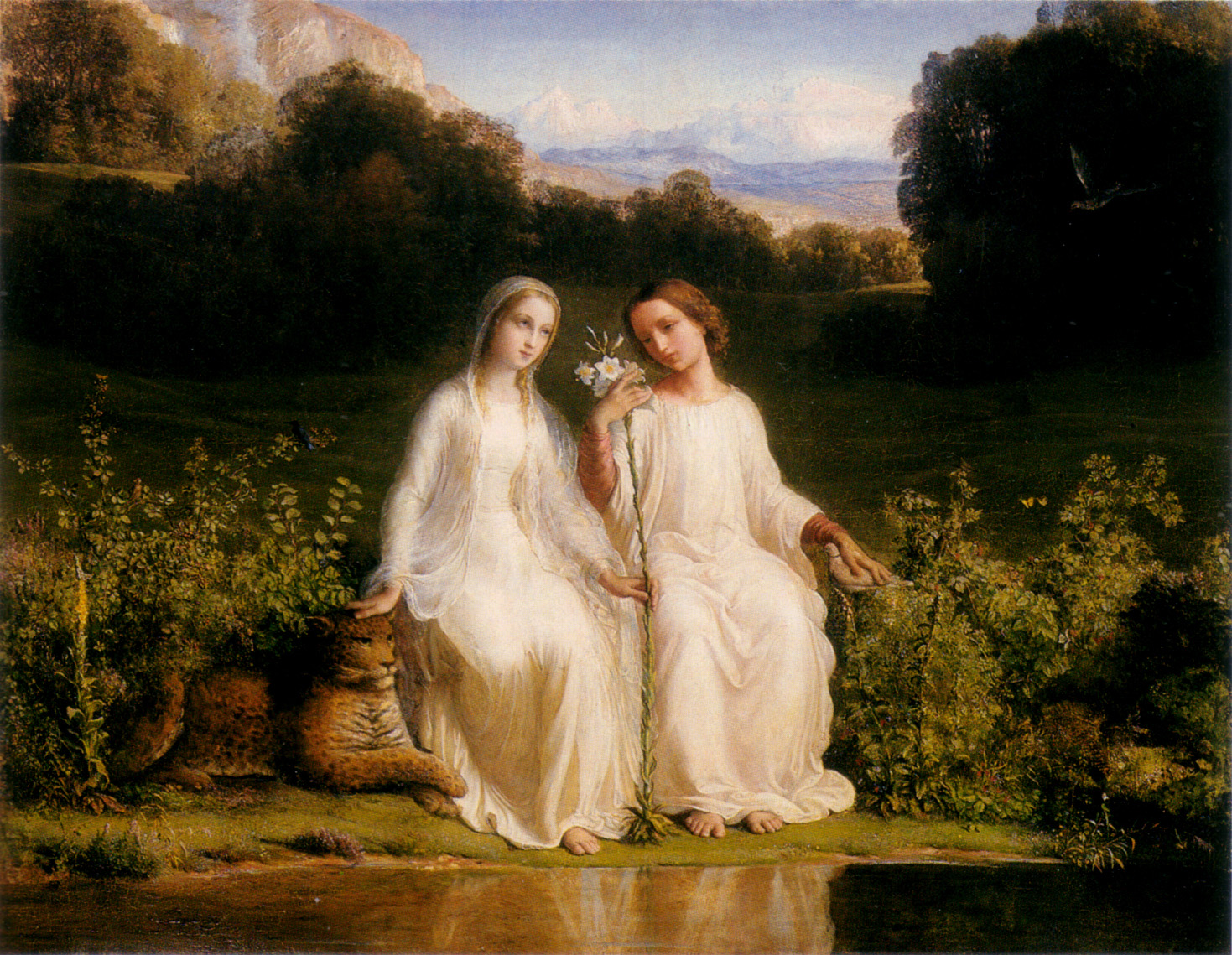
11. Virginitas
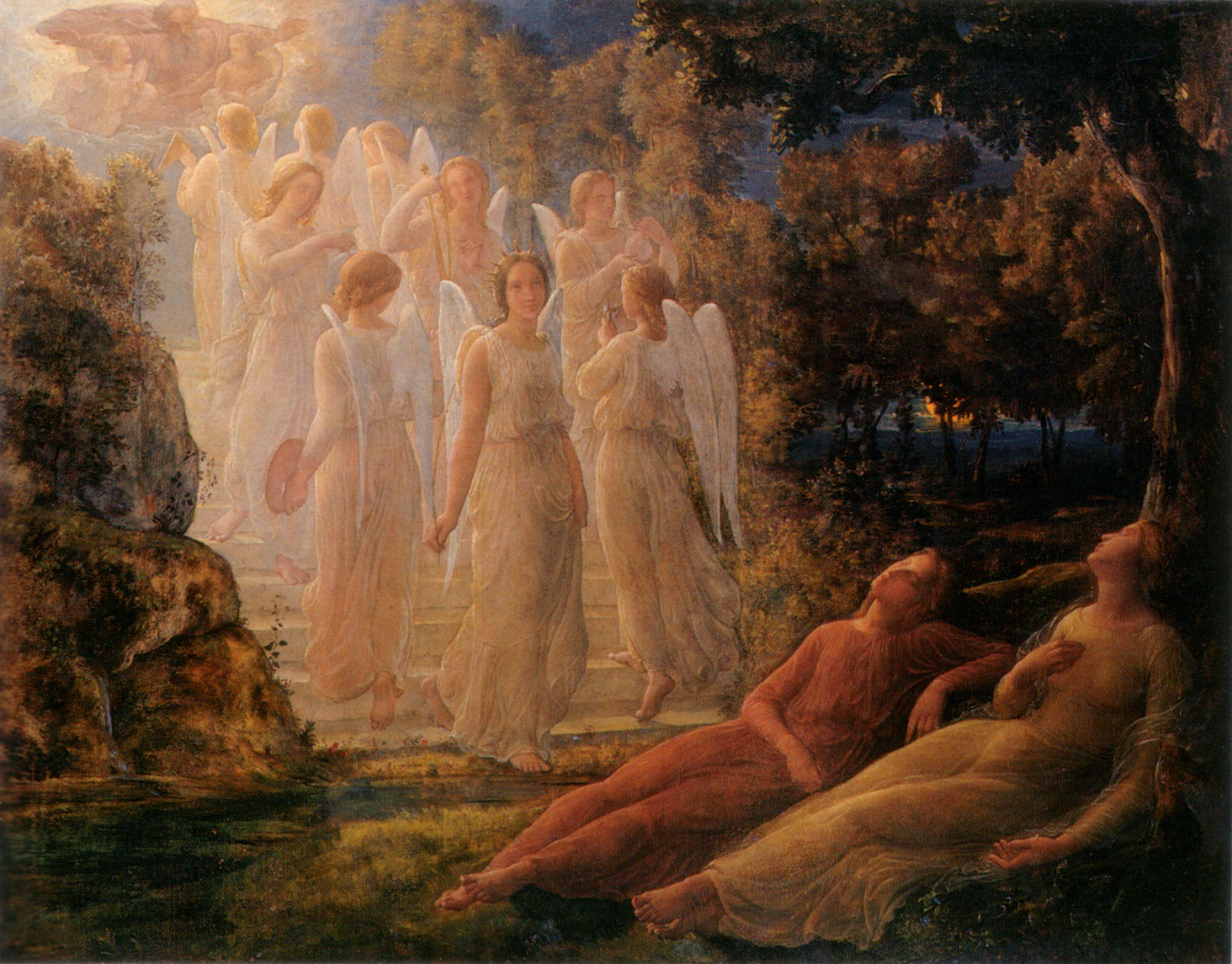
12. La Escalera de oro
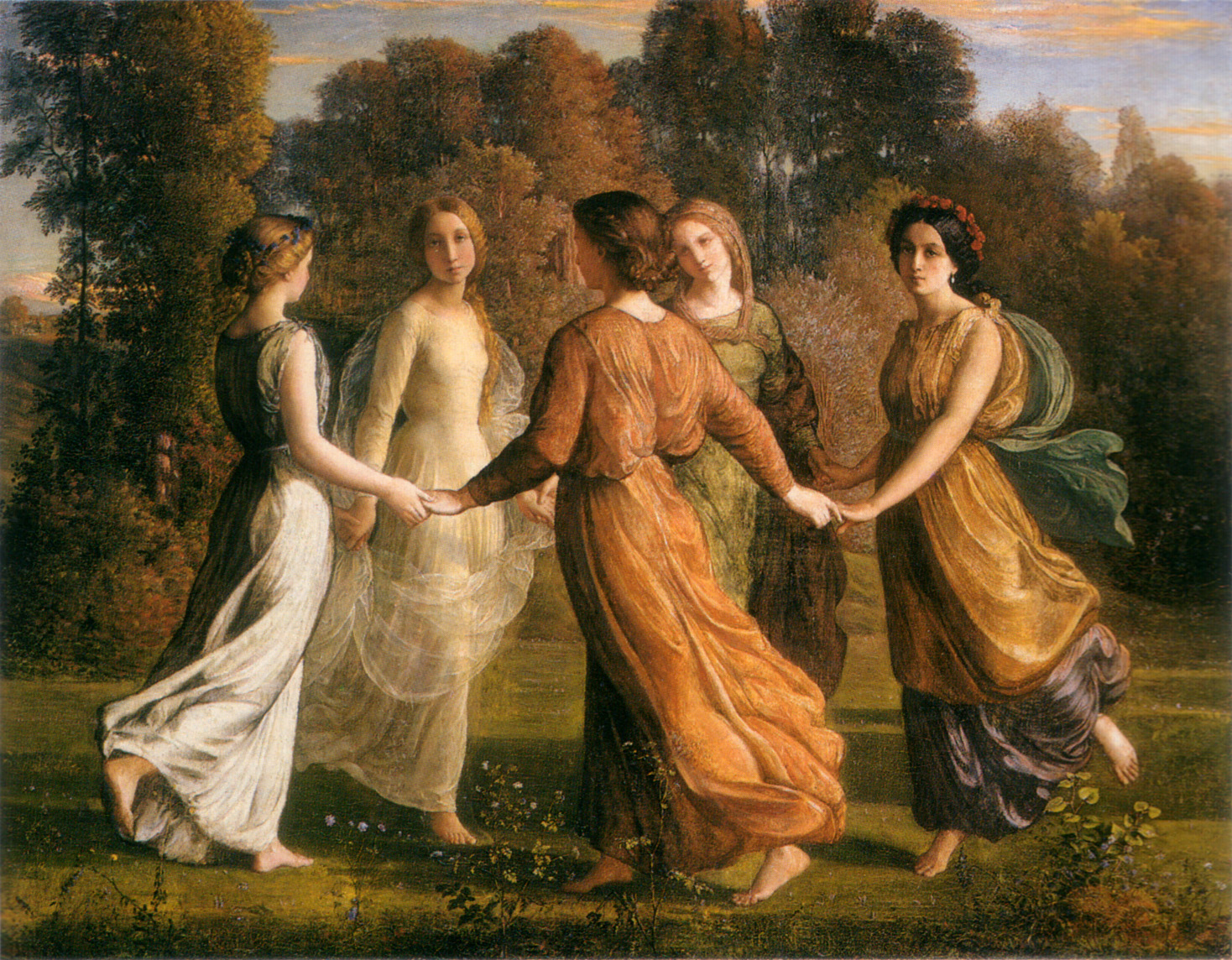
13. Rayos de sol
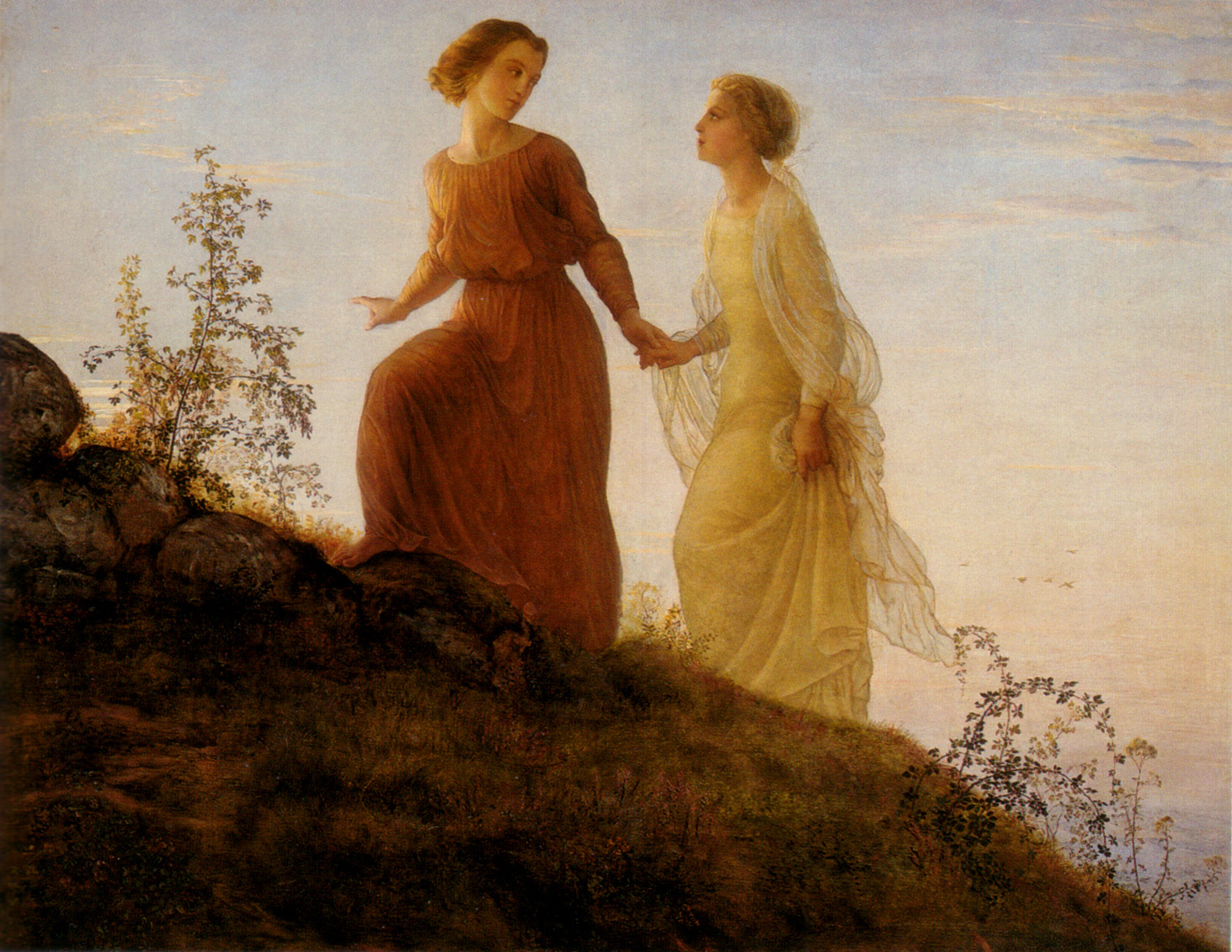
14. Sobre la Montaña
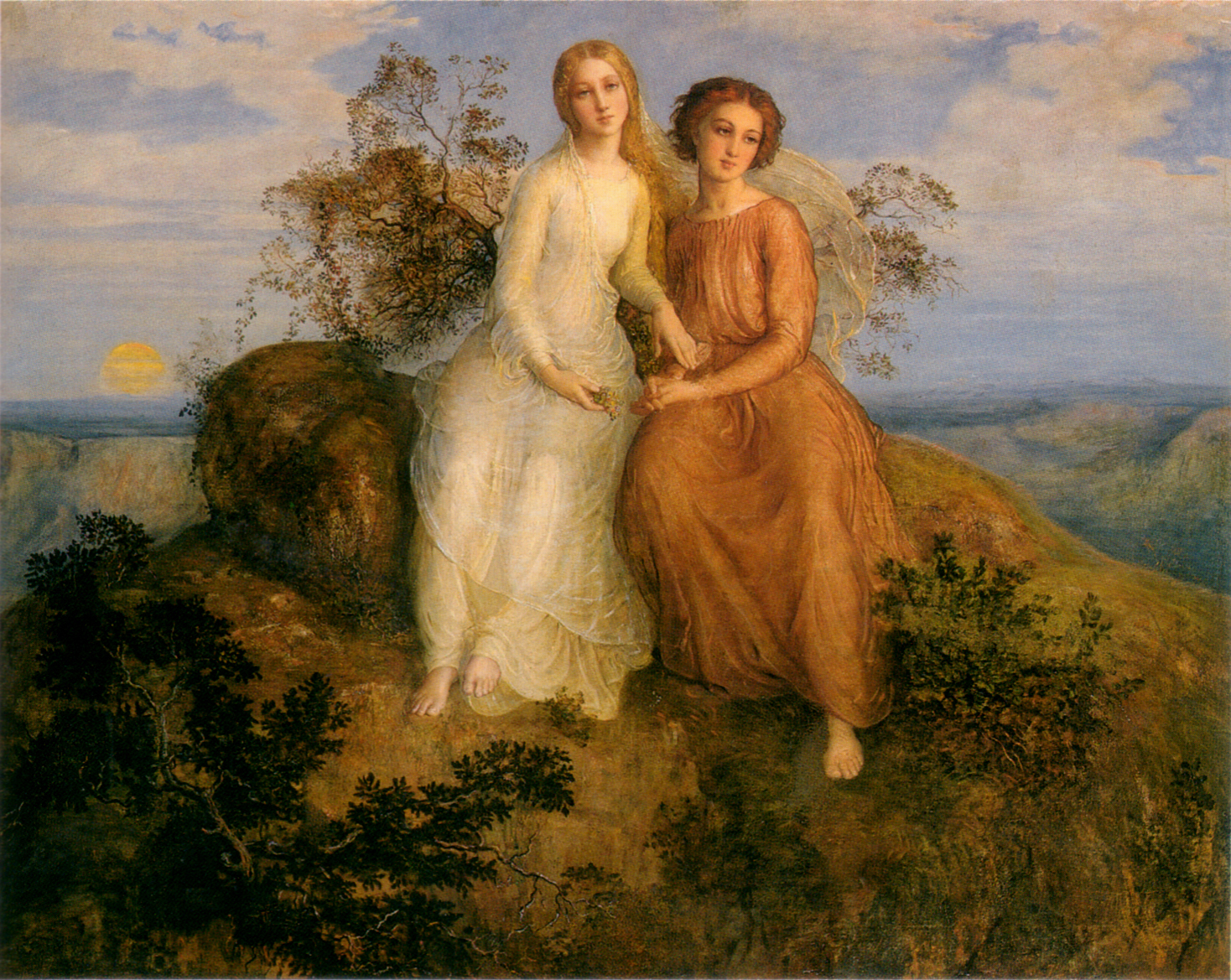
15. Una Tarde
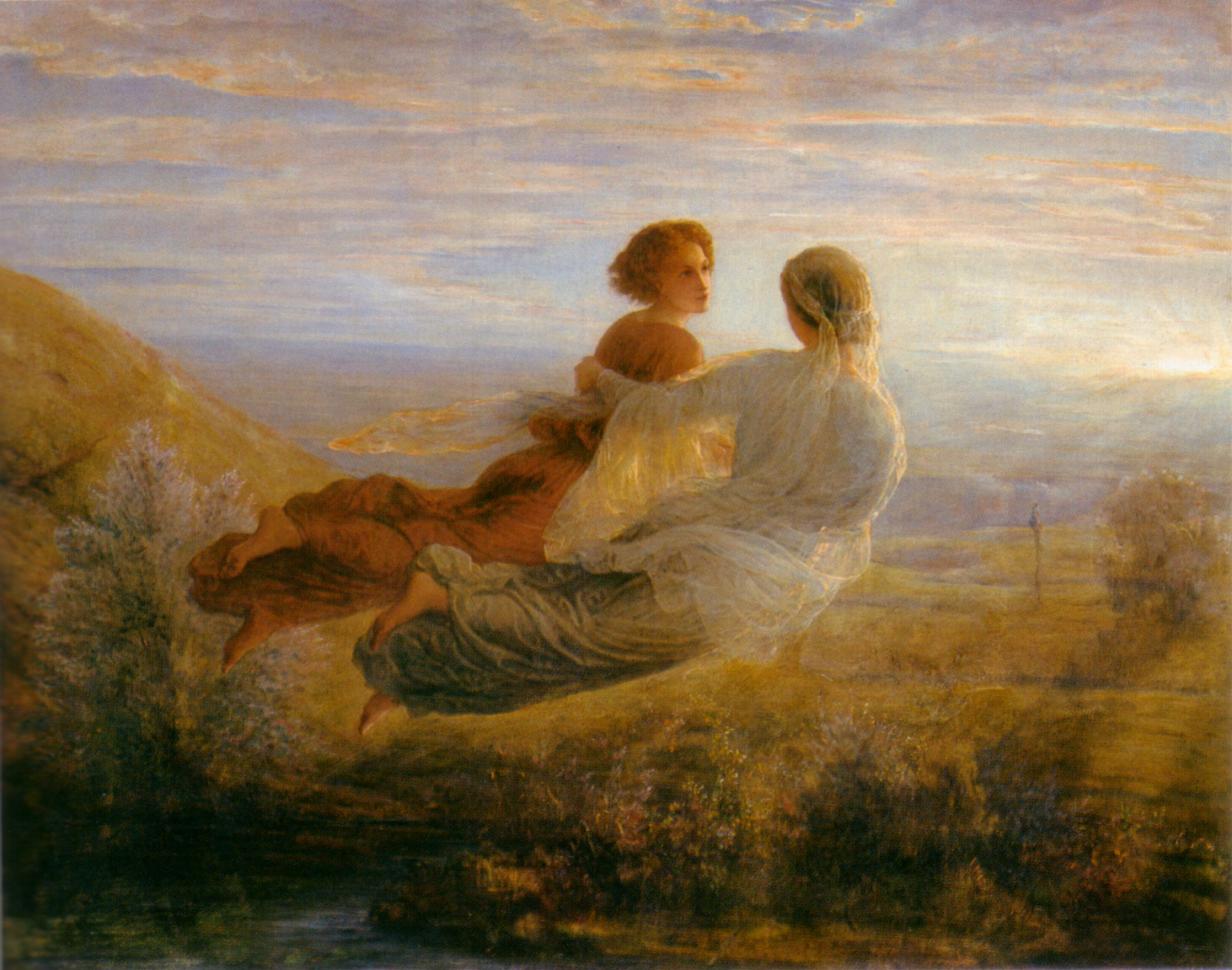
16. El Vuelo del alma
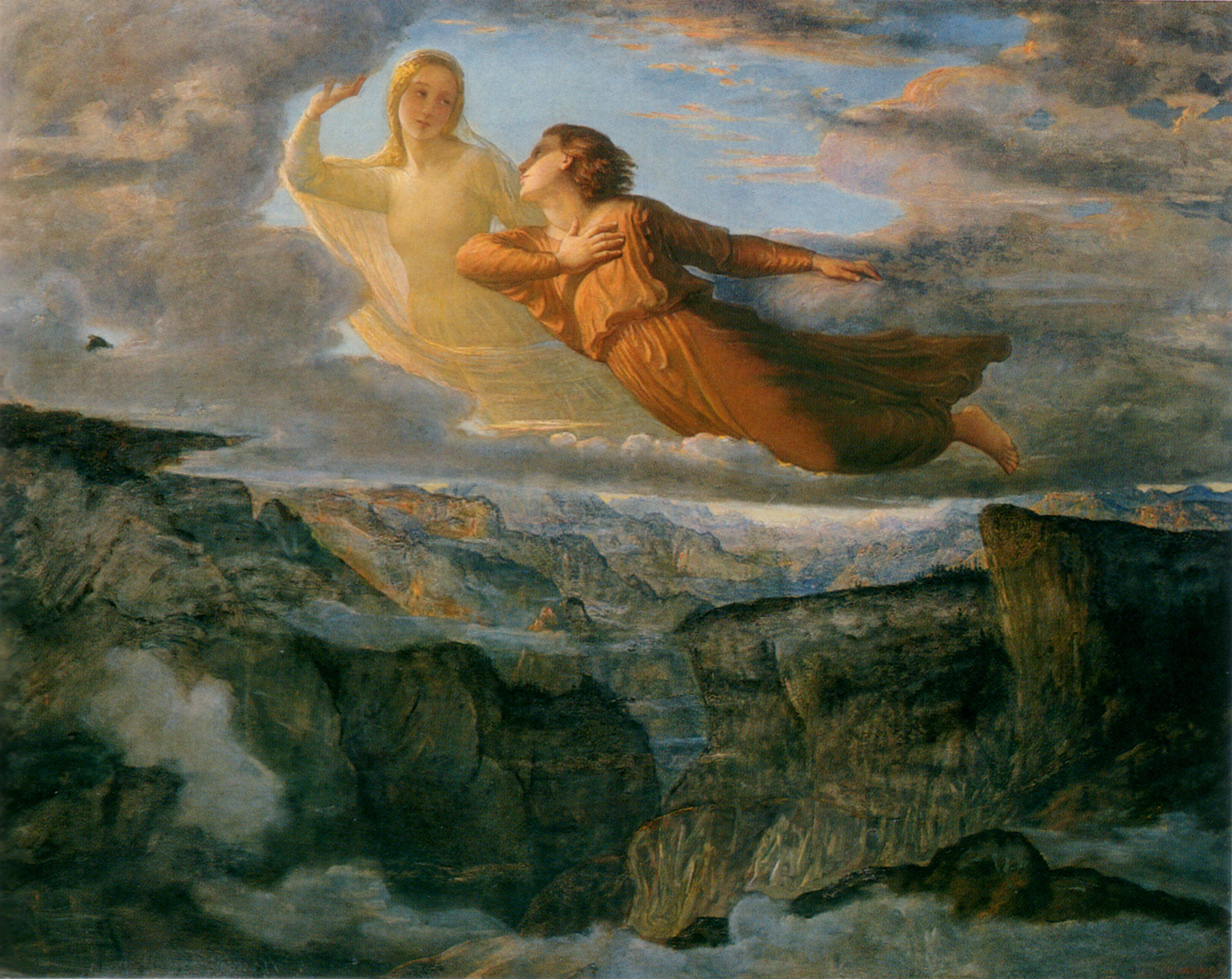
17. El Ideal
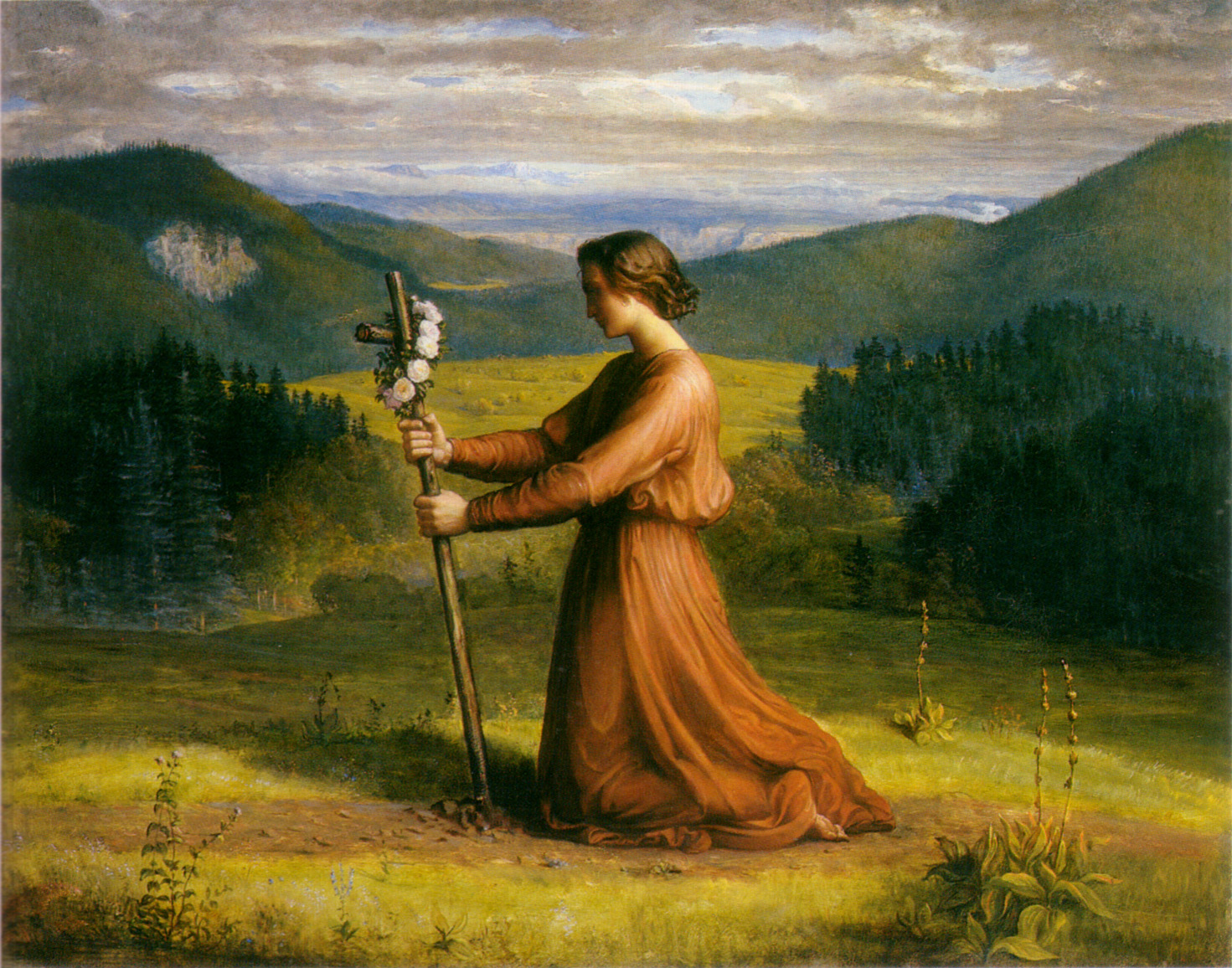
18. Realidad

Poème de l'âme, segundo ciclo (entre 1860-1870), Museo de Bellas Artes de Lyon
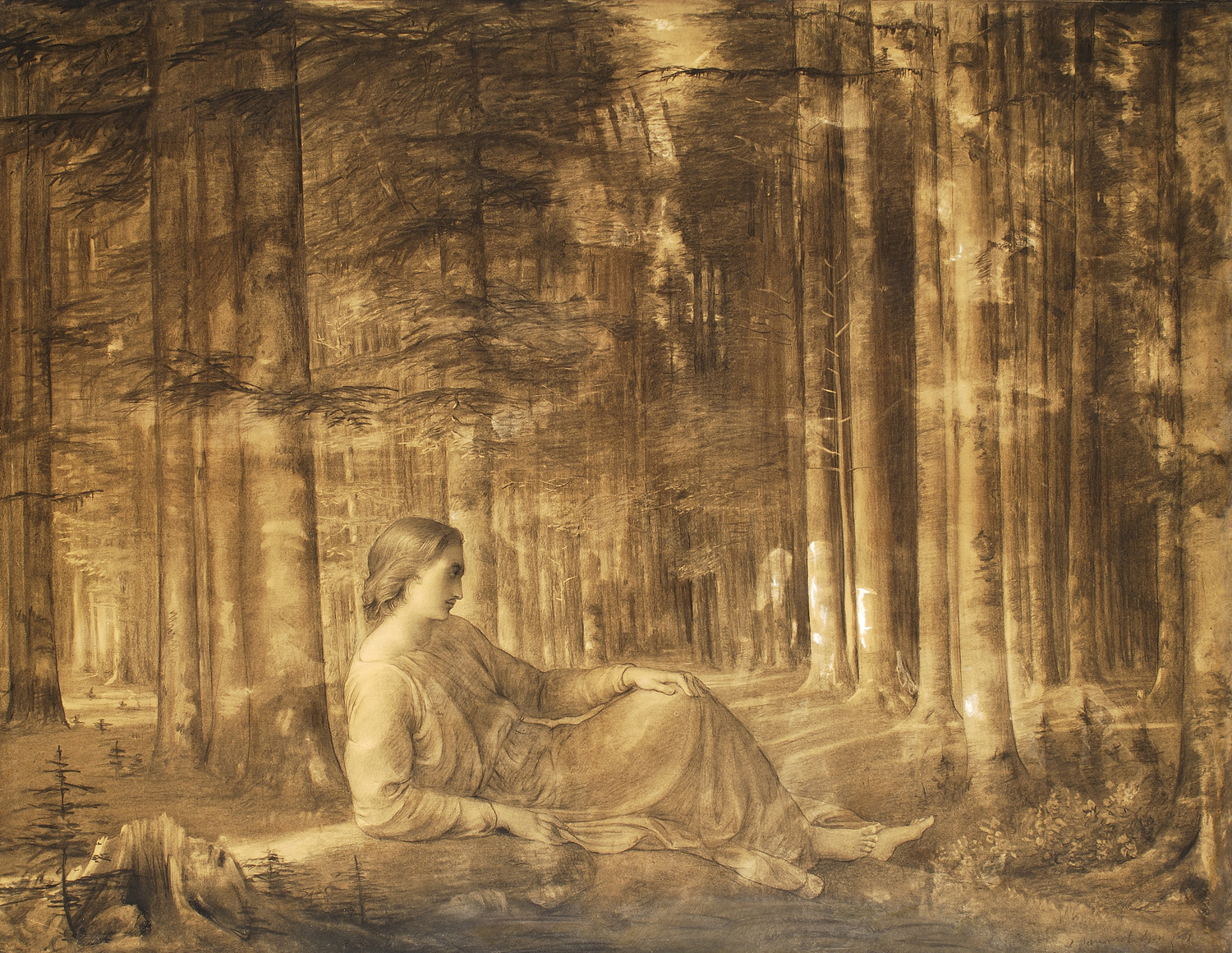
19. Soledad
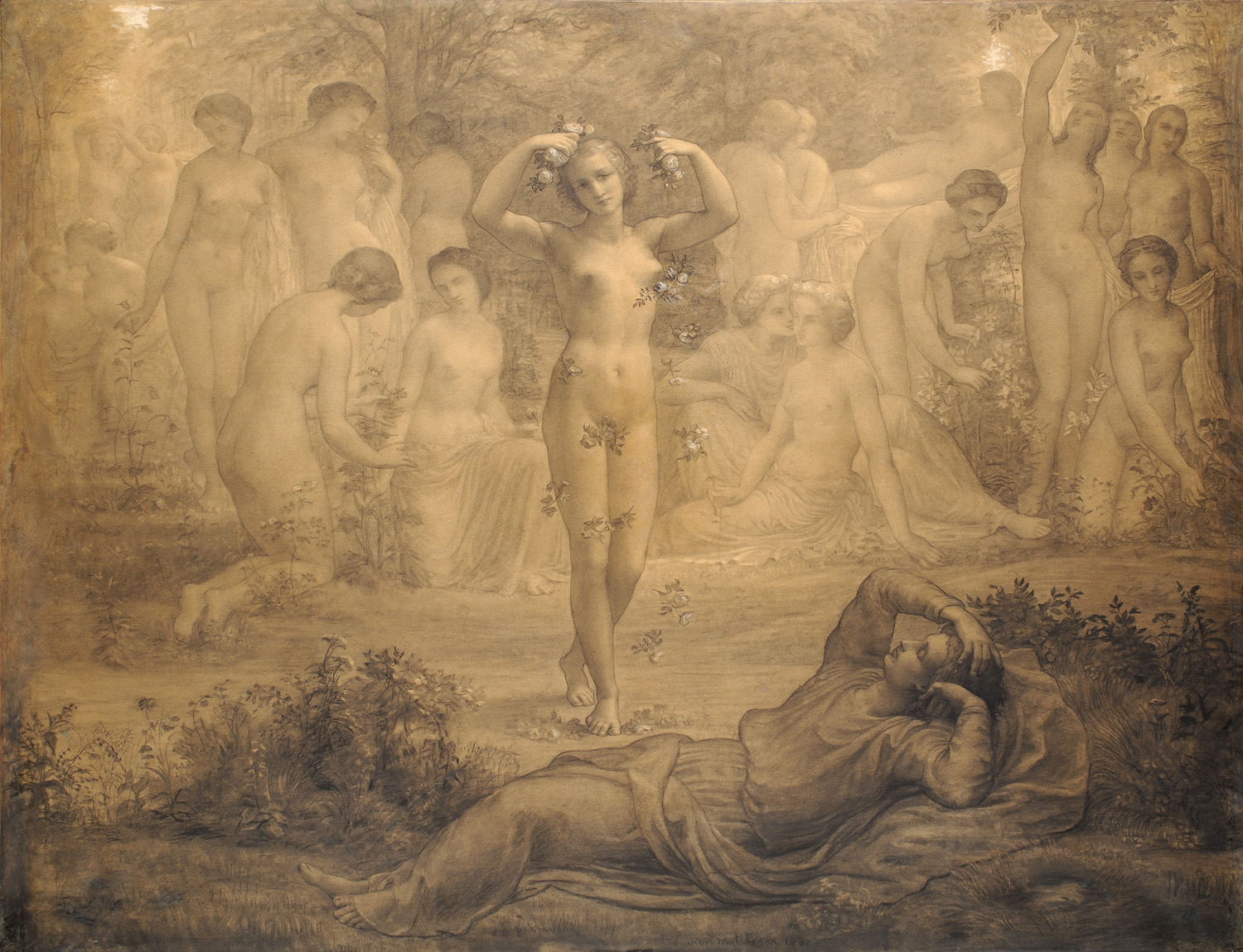
20. El Infinito
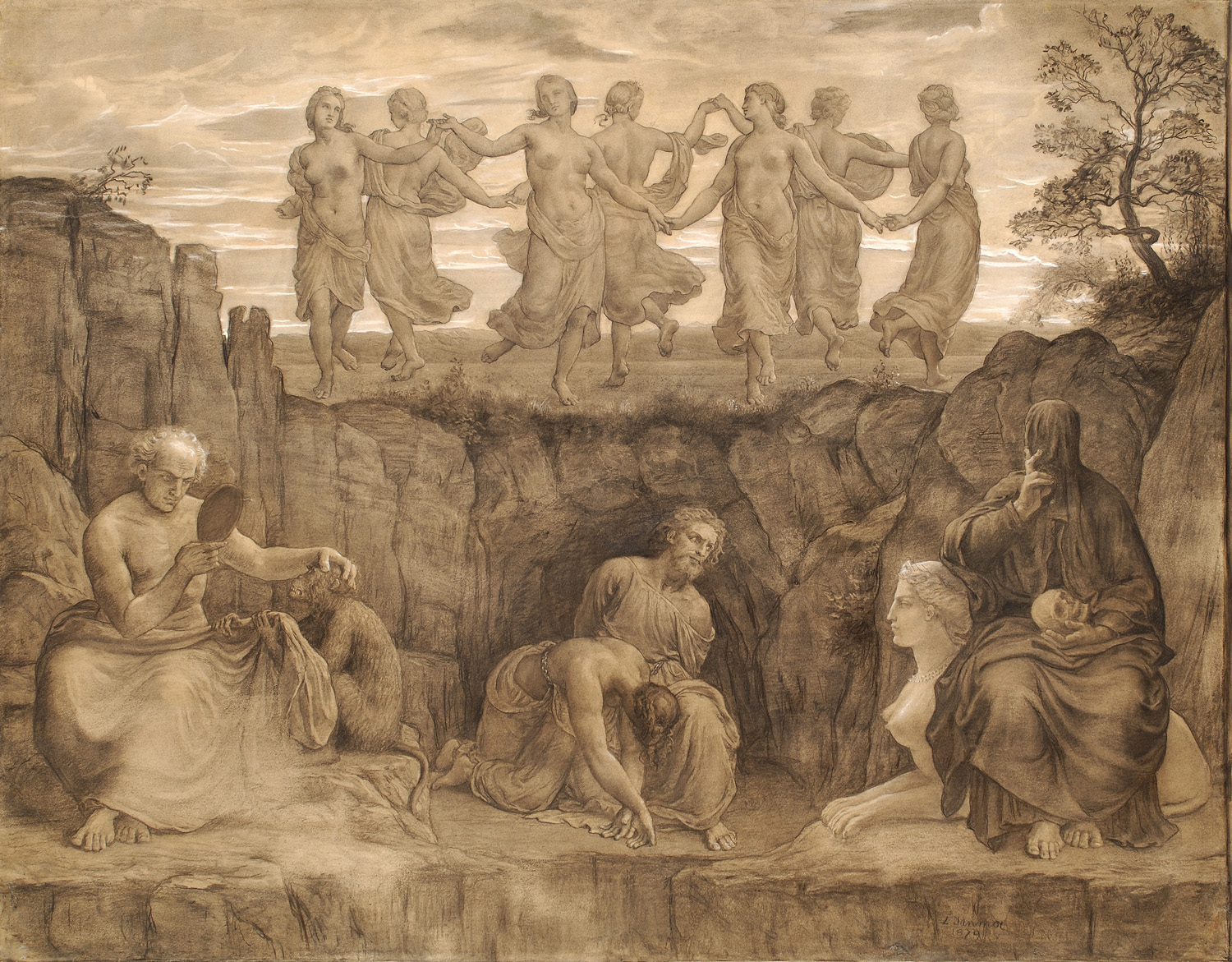
21. Sueño de fuego
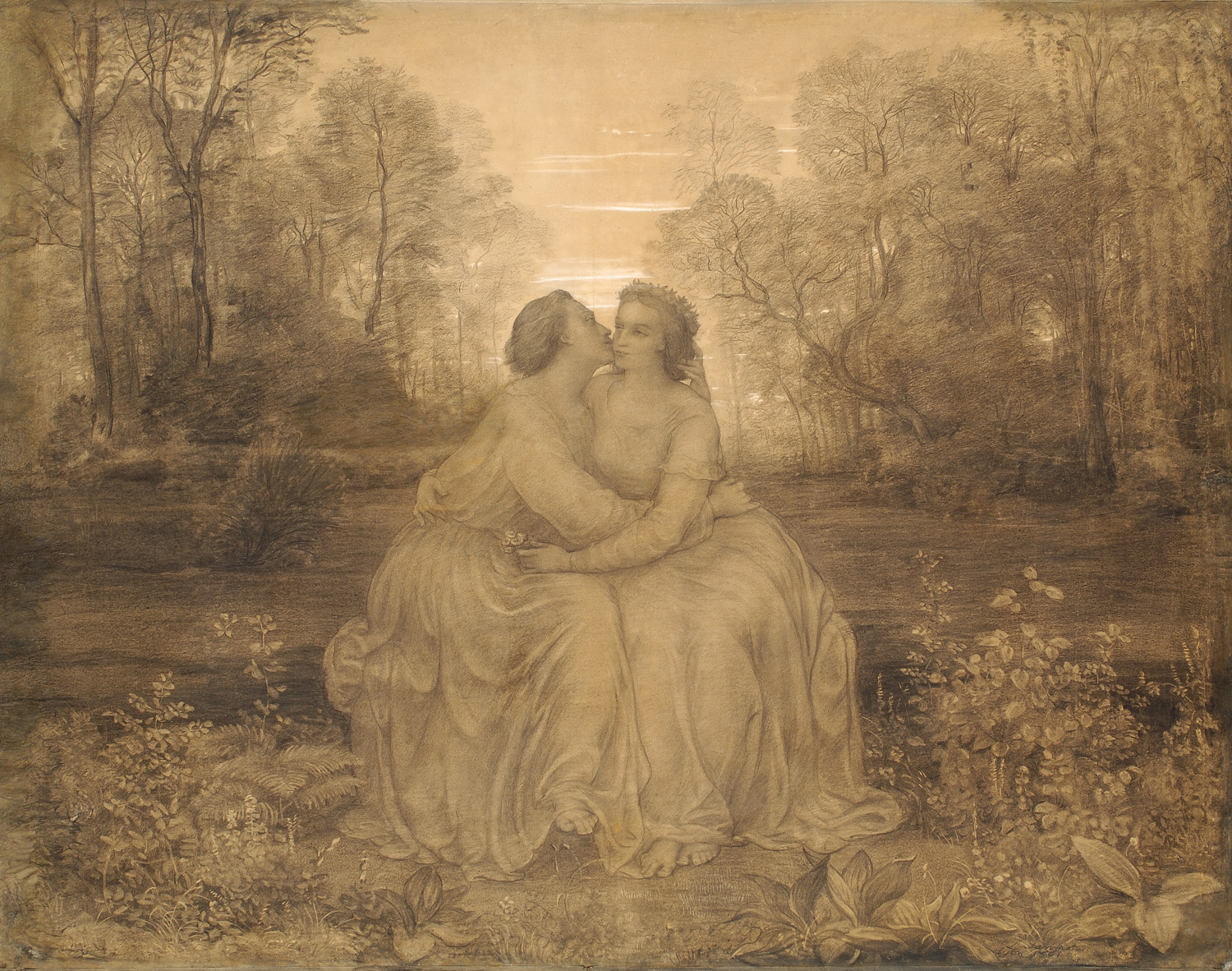
22. Amor
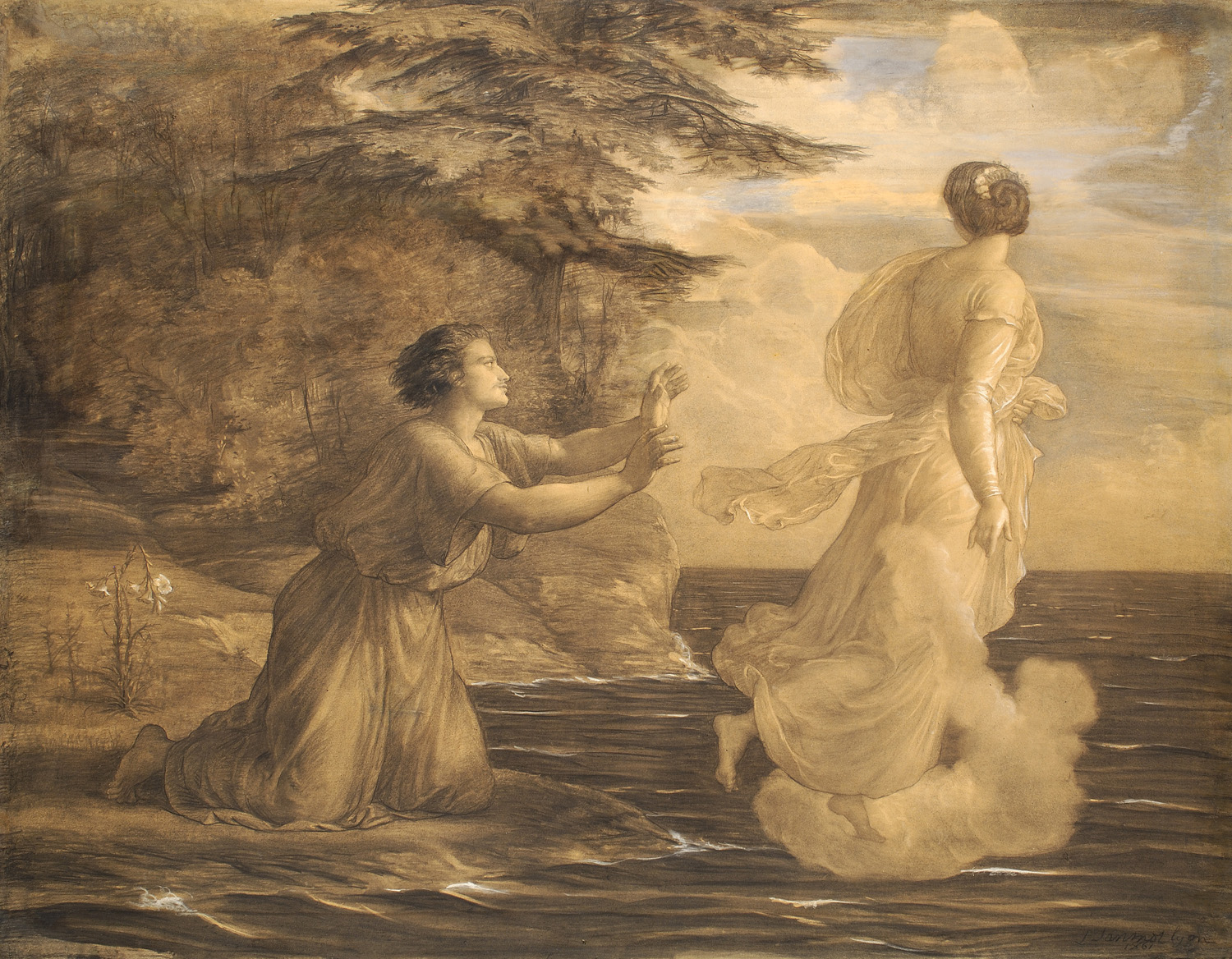
23. Adiós
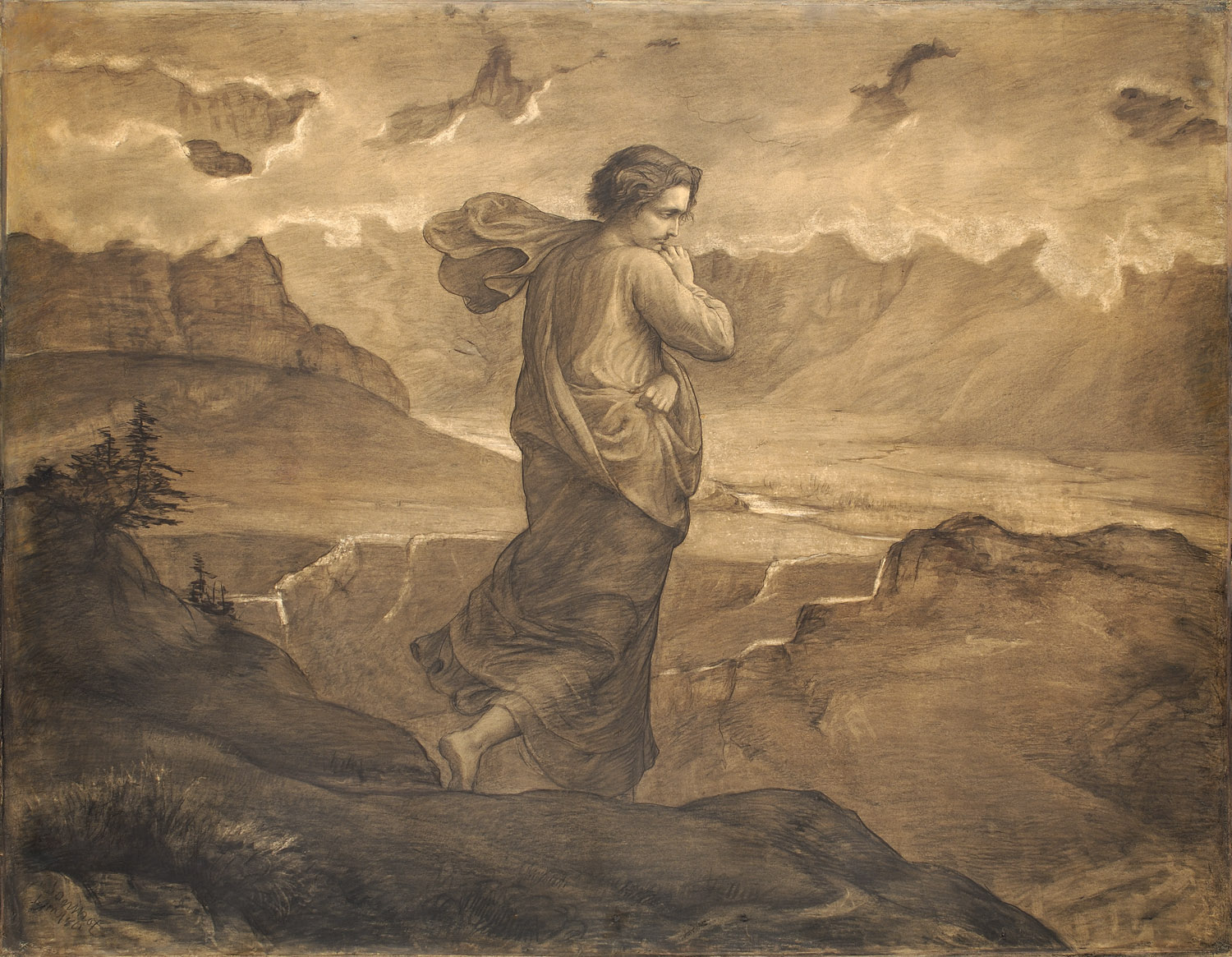
24. La Duda
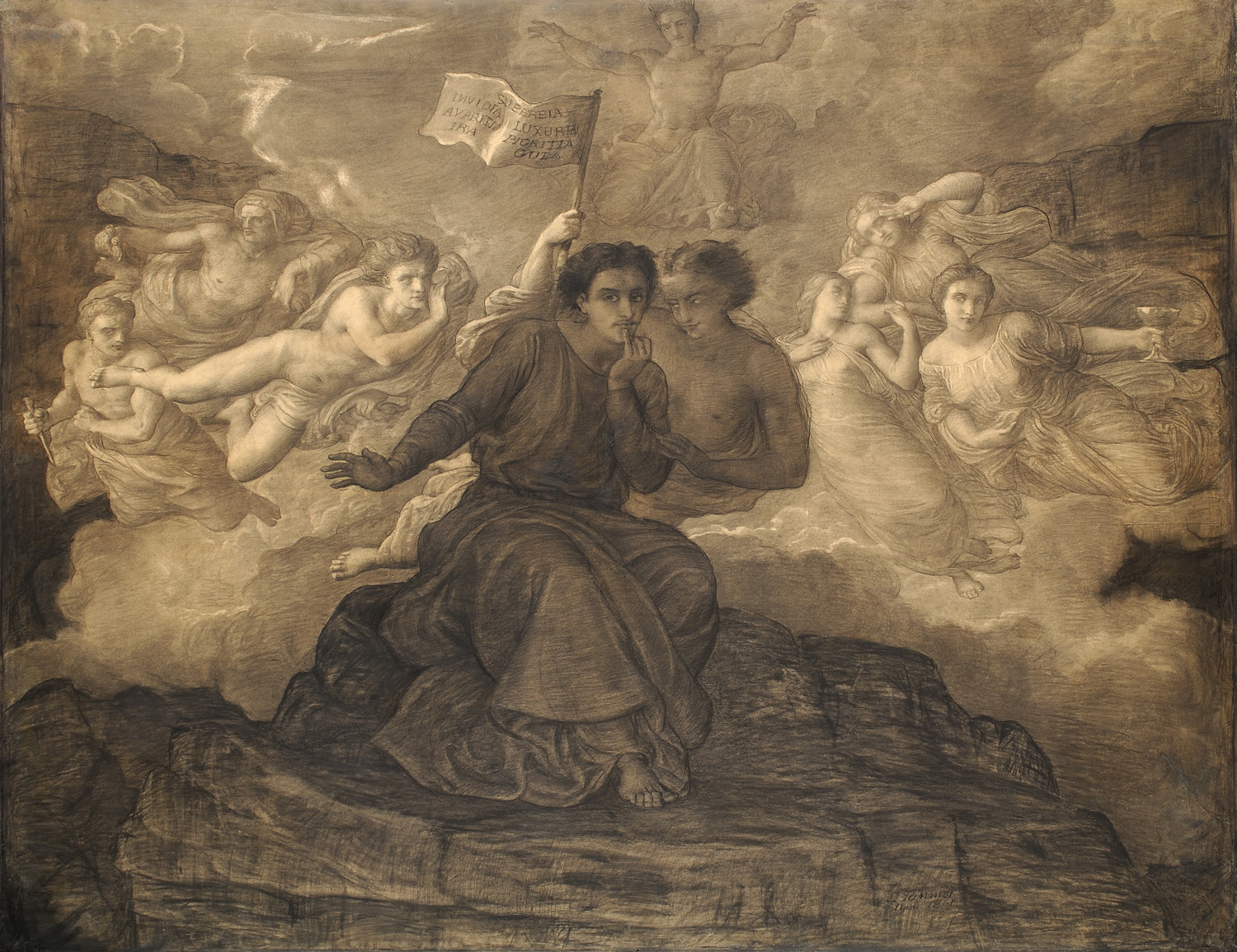
25. El Espíritu del daño
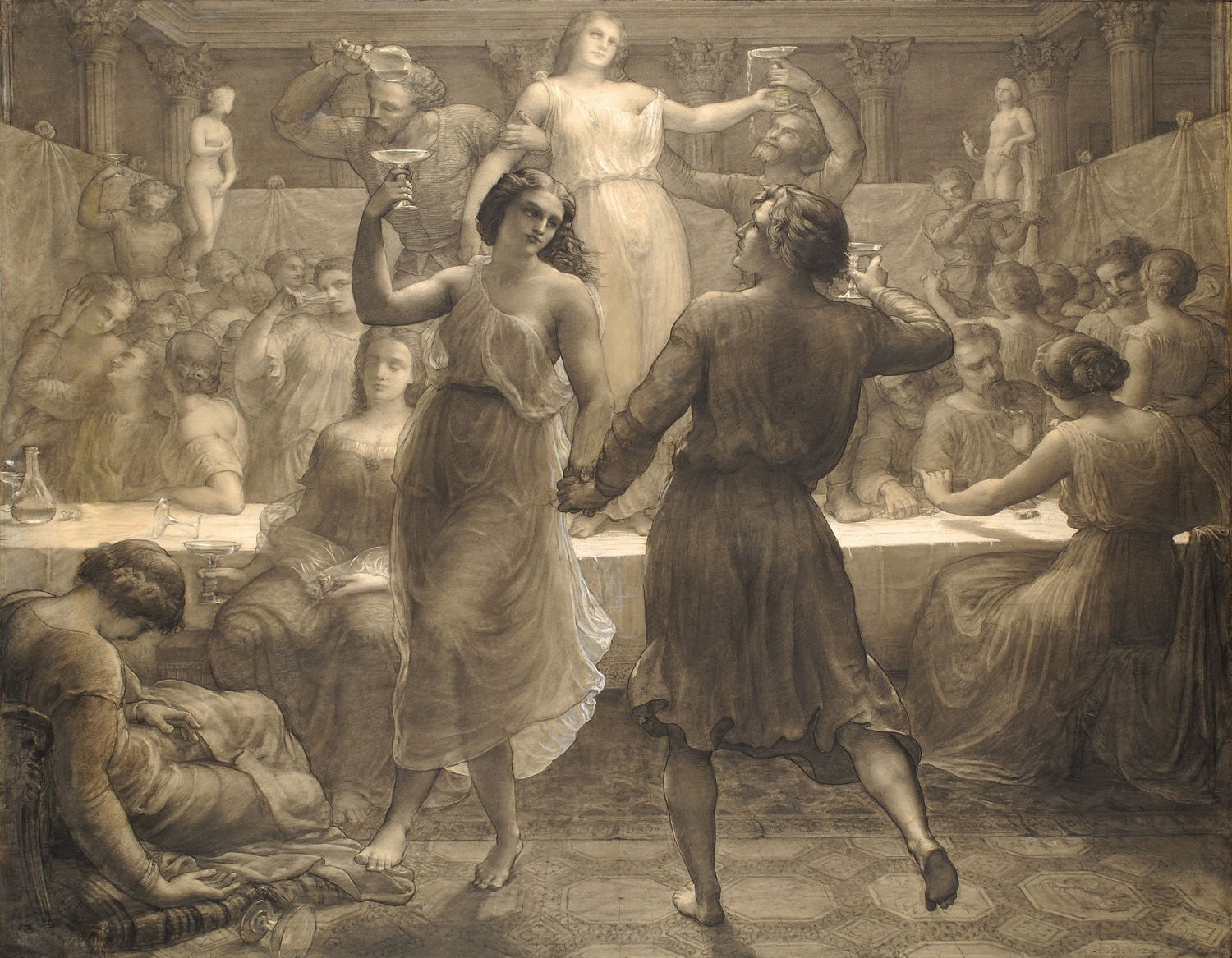
26. Orgía
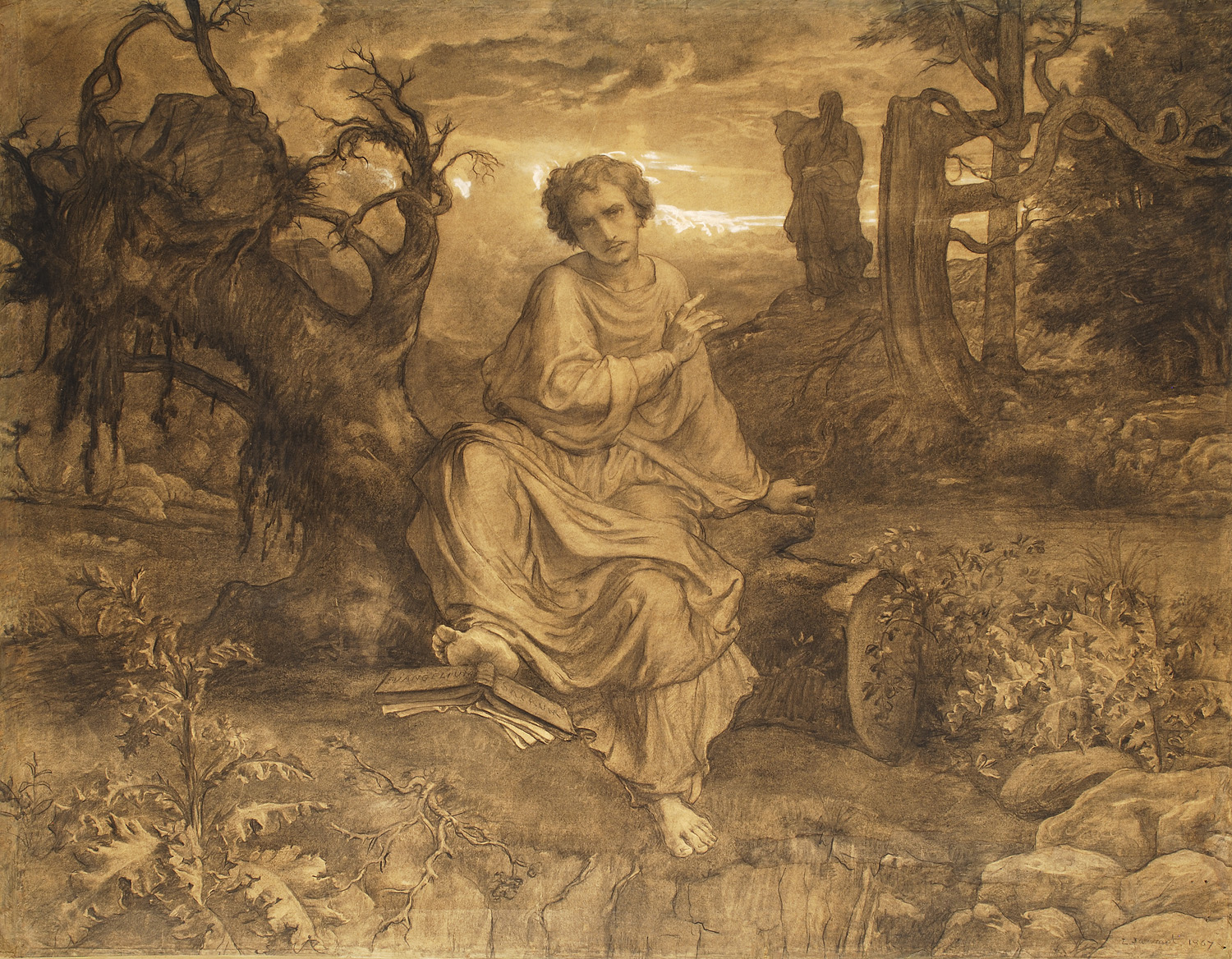
27. Sin Dios
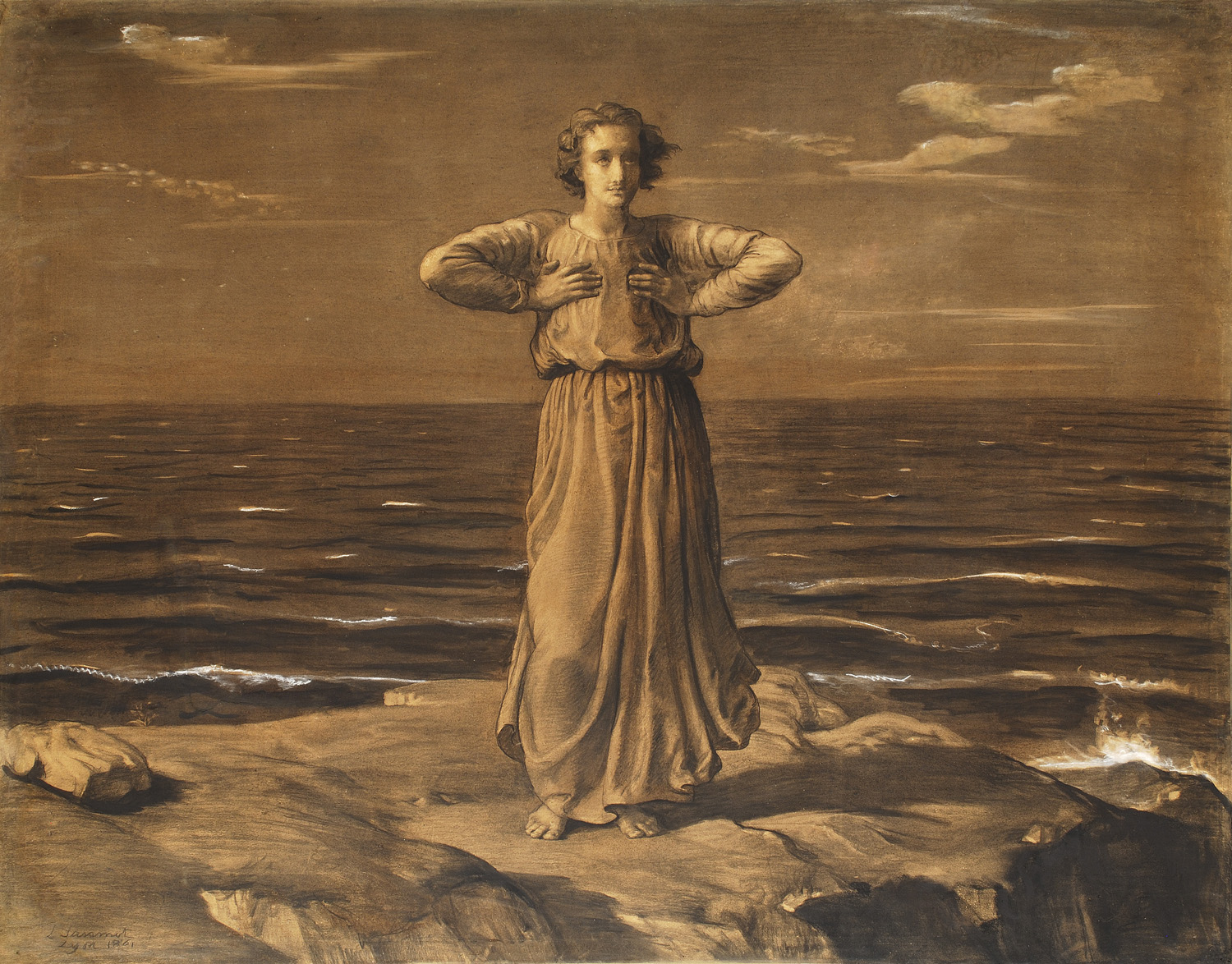
28. El Fantasma
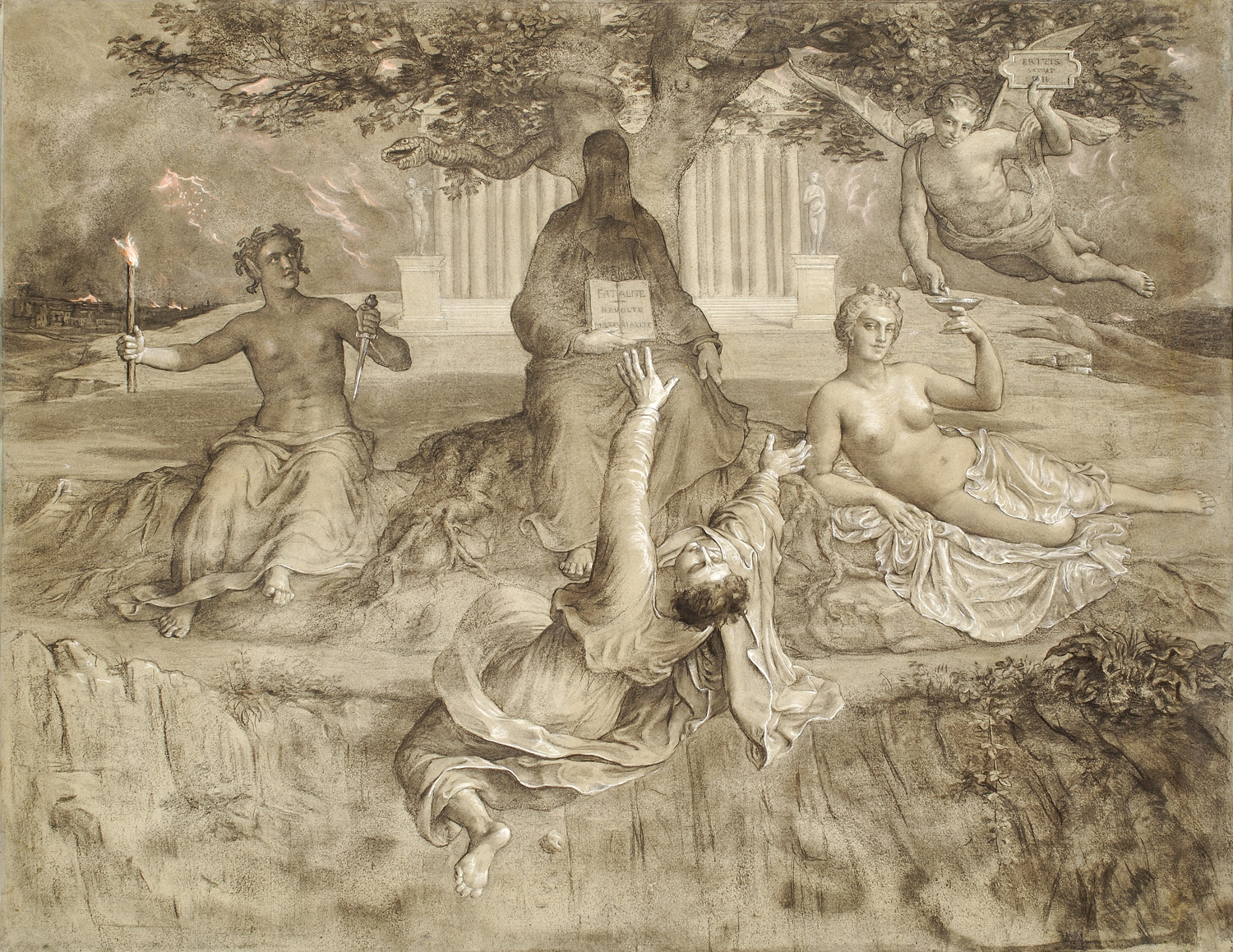
29. Caída fatal
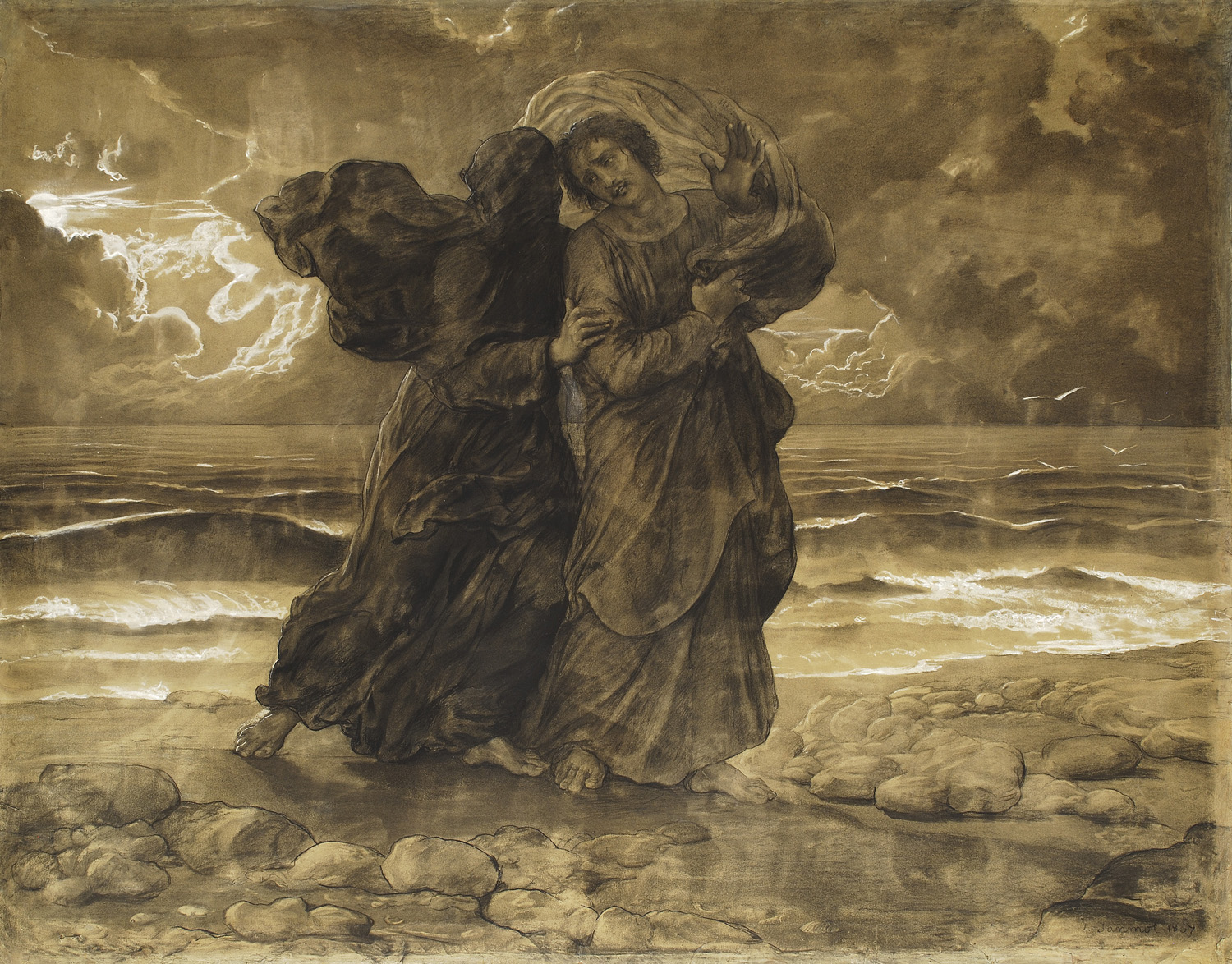
30. El Suplicio de Mézence
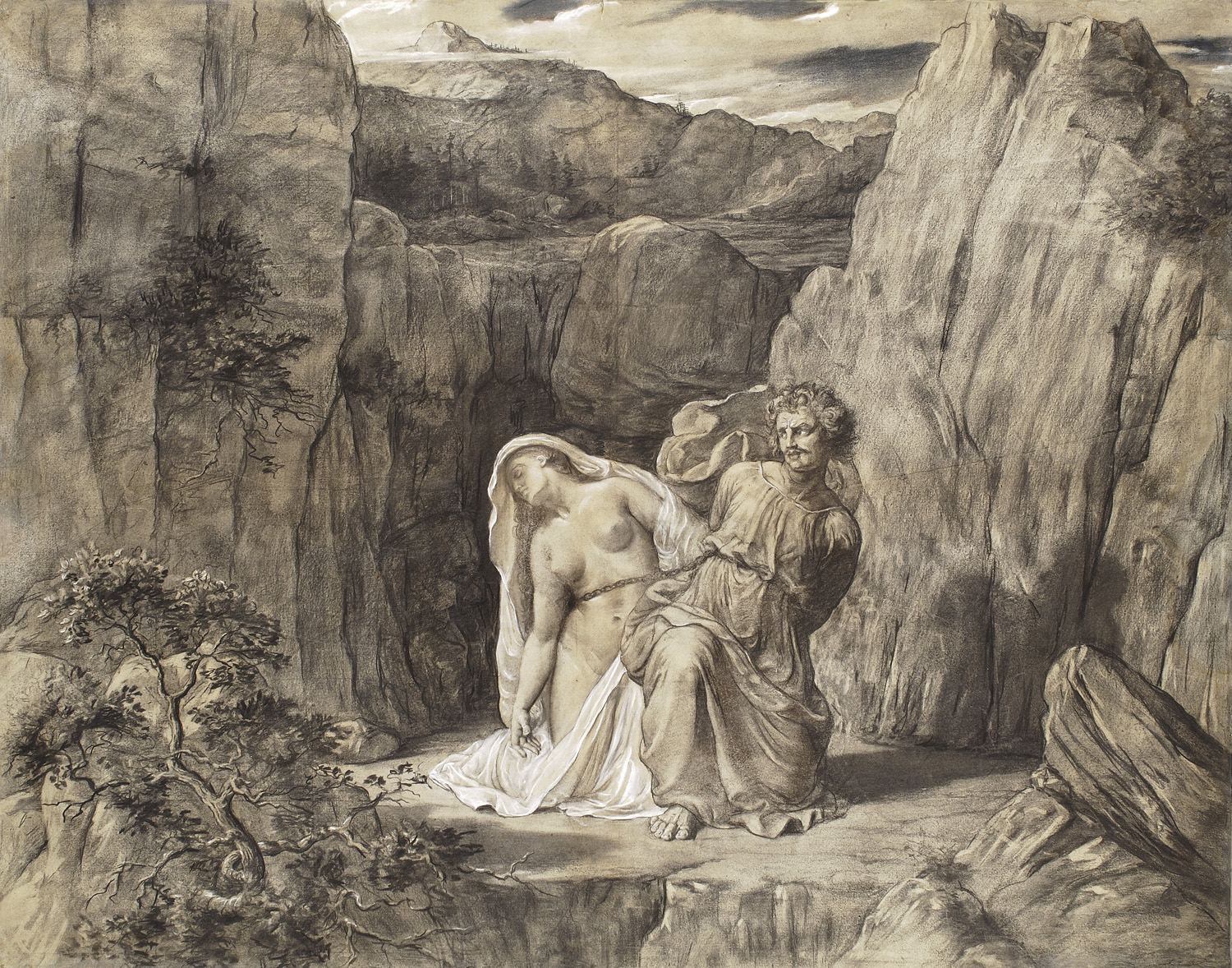
31. Las Generaciones del Daño
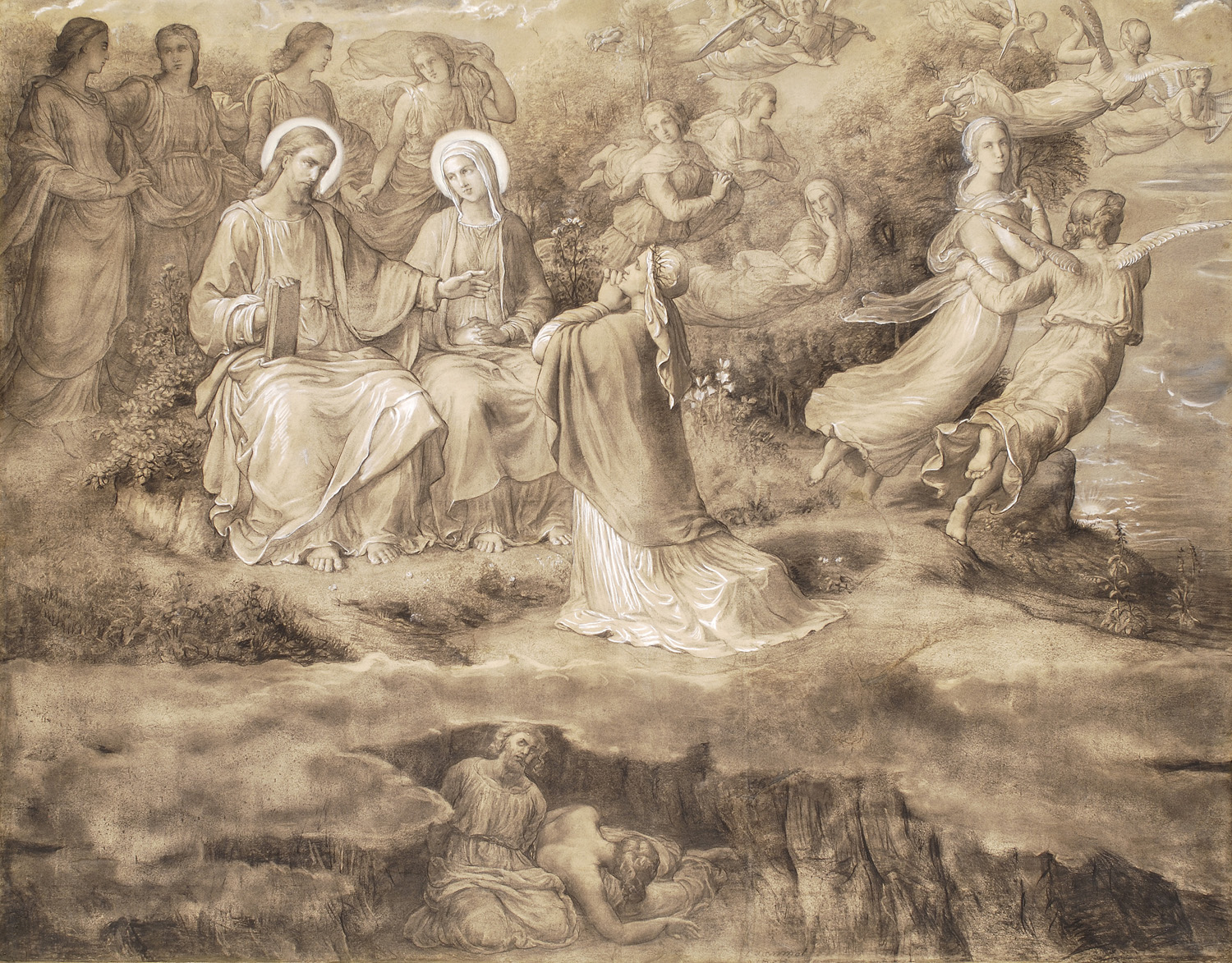
32. Intercesión maternal
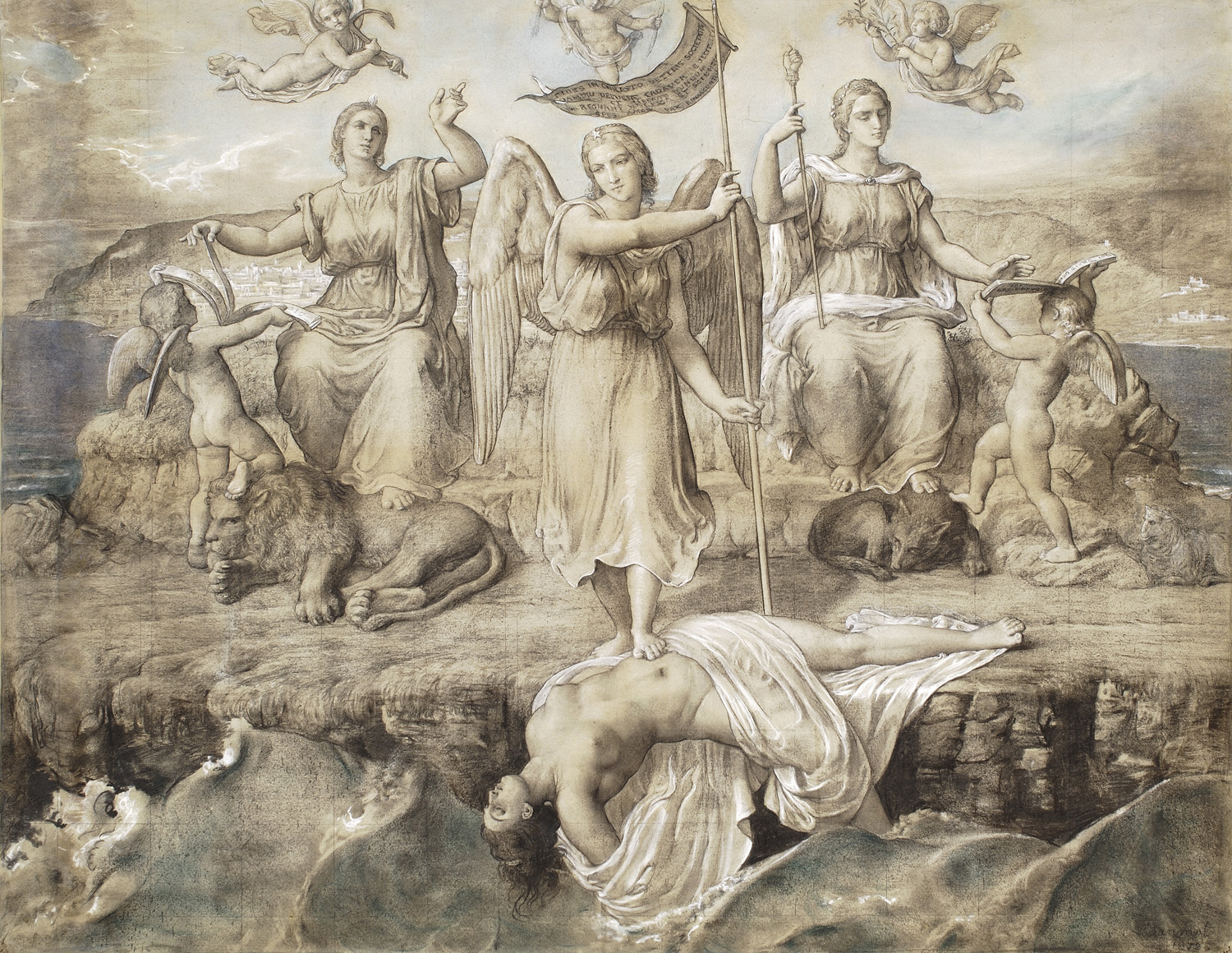
33. La Délivrance
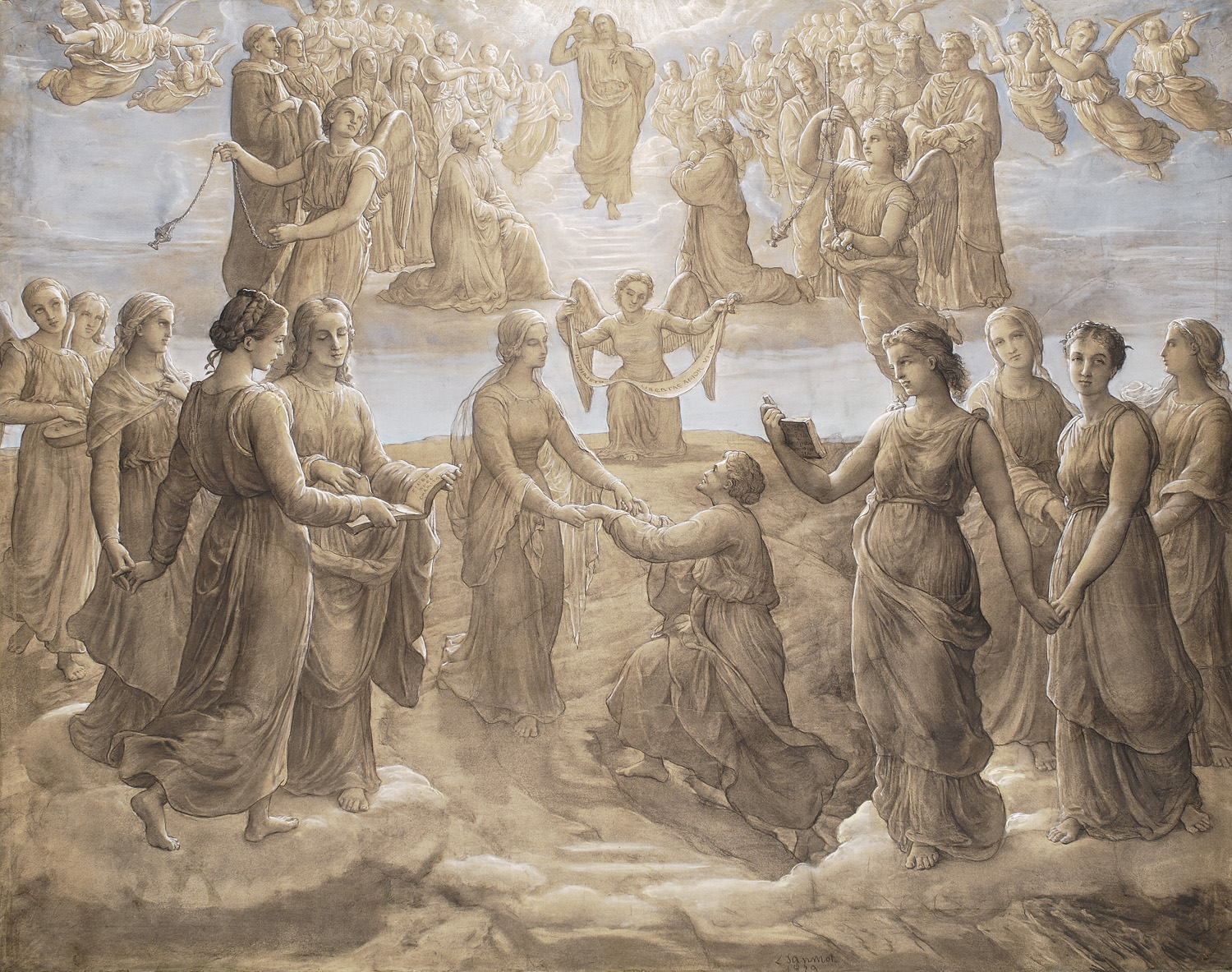
34. Sursum Corda

### Otras obras

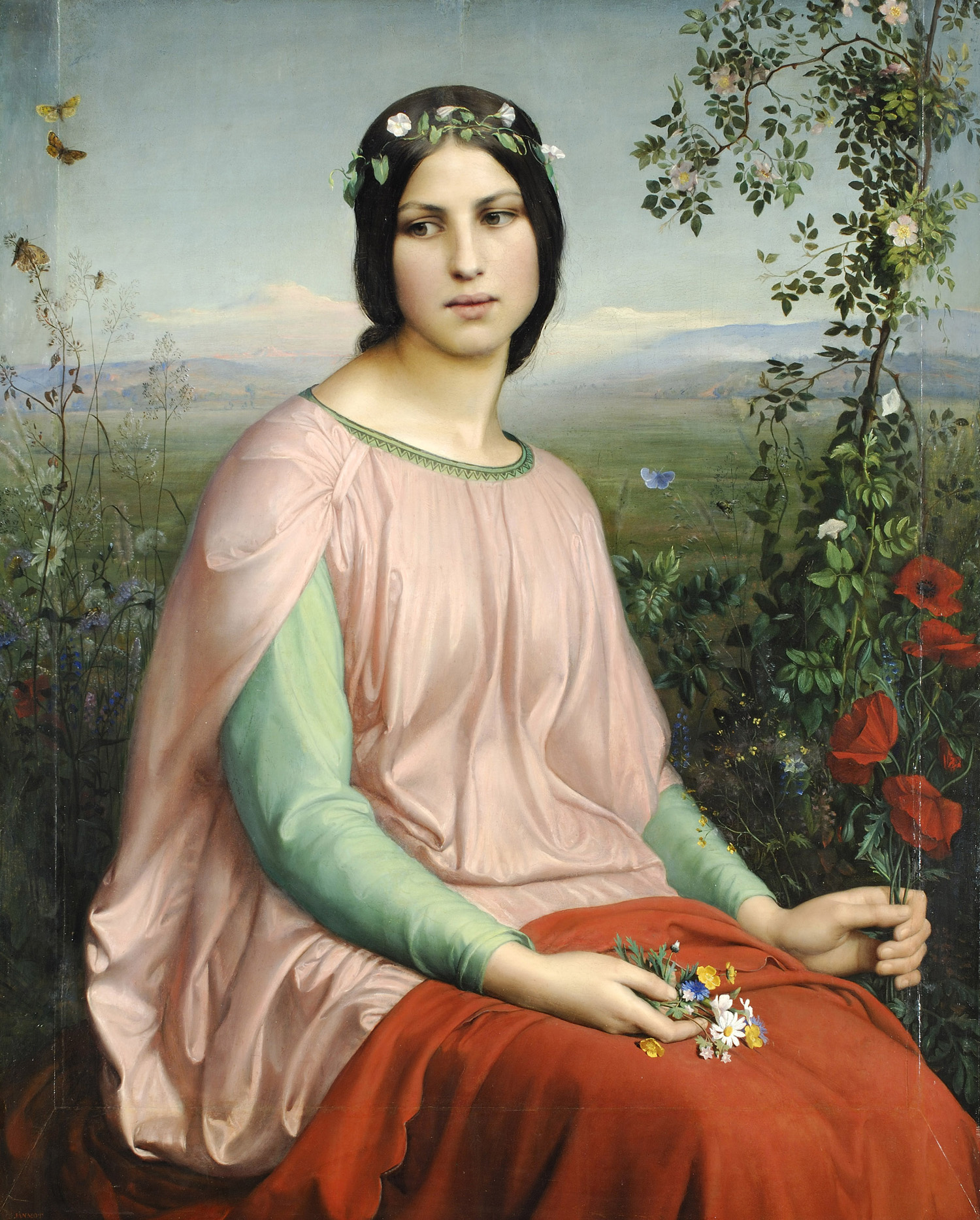
Flor de los campos (1845), Museo de Bellas Artes de Lyon.

- Autorretrato (1832), Museo de Bellas Artes de Lyon.[3]
- El Cristo al Jardín de los Olivos (1840), museo de Bellas artes de Lyon.
- Flor de los campos (1845), museo de Bellas artes de Lyon.
- La Asunción de la virgen (1845), museo de arte moderno de Saint-Étienne.
- Retrato de Lacordaire (1802-1861), museo nacional del castillo de Versalles y de Trianon.
- Retrato de Victor de Laprade (1812-1883), Montbrison, museo de Allard.
- Retrato de una vieja mujer (1852), Montbrison, museo de Allard.